# 코카투
코카투(Cockatoo)는 관앵무상과(Cacatuoidea)의 유일한 과인 관앵무과(Cacatuidae)에 속하는 21개 종을 두루 가리킨다. 참앵무상과 및 뉴질랜드앵무상과와 함께 앵무목을 이룬다. 코카투는 필리핀과 인도네시아 동부의 왈라세아 제도부터 뉴기니섬, 솔로몬 제도와 오스트레일리아 지역에서까지 서식한다.
코카투는 눈에 띄는 도가머리와 구부러진 큰 부리를 가지고 있다. 깃털은 다른 앵무새보단 덜 화려하며 주로 흰색, 회색, 검은색을 띄고 있고 종종 도가머리, 뺨, 꼬리 쪽에는 색을 띄는 경우도 있다. 코카투는 평균적으로 다른 앵무새보다 몸집이 큰 편이지만 코카투 중 가장 작은 종인 왕관앵무는 작은 새 크기이다. 왕관앵무의 정확한 계통학적 분류는 밝혀지지 않았으며, 크게 코카투 혈통에서 가장 먼저 분리된 계통 중 하나라는 것만 알려져 있다. 나머지 코카투에 속하는 종은 크게 두 가지 계통군으로 구분할 수 있다. 그 중 한 계통은 붉은꼬리검은유황앵무속(Calyptorhynchus)에 속하는 5개 종의 큰 검정 코카투이다. 가장 큰 계통군은 11개 종의 흰 코카투와 앞서 분지된 4개 단형 속으로 구성된 대백앵무속(Cacatua)속으로 이 속에는 흔히 알려진 코카투인 분홍과 흰색을 띄는 채광봉두앵무, 분홍과 회색을 띄는 갈라, 회색을 띄는 강강유황앵무, 크고 검은 깃털을 가진 야자잎검은유황앵무가 있다.
코카투는 씨앗, 알뿌리, 알줄기, 과일, 꽃, 곤충을 주로 먹는다. 특히 땅에서 먹이를 먹을 때 큰 무리를 지어 먹이를 먹는 습성이 있다. 코카투는 일부일처제이며 나무구멍에 둥지를 틀고 산다. 일부 코카투 종은 큰 나무가 벌목되는 서식지 파괴 상황으로 둥지를 틀만한 나무구멍이 모잘라 개체수가 급감하는 영향를 받았는데, 반대로 일부 종은 인간이 일으킨 변화에 잘 적응해 농업 분야에서 해충으로 여겨진다.
코카투는 조류 사육에서 인기가 많지만 그 수요를 충족하긴 어렵다. 가장 관리하기 쉬우면서도 가장 많이 길러지는 코카투는 왕관앵무이다. 그 다음으로는 흰관앵무(엄브렐라코카투)과 같은 흰 코카투가 검은 코카투보다 더 많이 길러진다. 하지만 사육을 위해 야생에서 포획, 밀거래되면서 일부 코카투의 개체수가 감소하고 있다.

## 어원
코카투(Cockatoo)라는 단어는 17세기부터 사용되기 시작했는데 이 단어는 말레이어로 '카카투아'(kakatua)에서 유래된 네덜란드어 '카케투'(kaketoe)에서 유래했다. 17세기 나온 코카투의 파생어로 카카토(cacato), 코카툰(cockatoon), 크로카도레(crockadore), 코카토(cokato), 코카토레(cocatore), 코카투(cocatoo)가 있었으며 18세기까지 쓰였다. 이 파생어는 코카투의 과와 속 이름인 Cacatuidae와 Cacatua에도 사용되었다.
호주식 영어의 속어 혹은 토착어로 은밀하거나 불법적인 활동, 특히 도박 같은 걸 할 때 망을 보는 사람을 '코카투'라고 부른다. 소규모 농업을 꾸리는 사업주도 농담 혹은 약간 폄하하는 의미로 지칭할 때 "코카투 같은 농부"(Cocky farmers)라고 부른다.

## 분류학적 위치
코카투는 1840년 영국의 분류학자인 조지 로버트 그레이가 앵무과에 속하는 관앵무아과(Cacatuinae)에 대백앵무속을 처음으로 분류하며 계통에 분류되었다. 코카투에 속하는 군은 연구진마다 그냥 과인지, 아과인지 계속 혼동되며 바뀌어왔다. 미국의 조류학자인 제임스 L. 피터스는 1937년 저서 《세계의 조류 목록》에서, 1990년 찰스 시블리와 버트 먼로가 1990년 코카투를 아과로 분류했고 앵무새 전문가 조셉 포셔는 1973년 코카투를 앵무목의 한 과로 분류했다. 이후 분자학적 연구에 따르면 최초의 앵무새의 조상에서 가장 먼저 분화한 군이 뉴질랜드앵무과이며 이후 현재 잘 정의된 분지군 혹은 분지류인 앵무새가 남반구 전역으로 퍼져나가며 차츰 분지되어 멕시코잉꼬, 금강앵무, 흡밀앵무, 모란앵무속 및 참앵무상과의 여러 종으로 분화했다.
코카투에 속하는 여러 속 사이 계통학적 관계는 대부분 밝혀졌으나, 코카투 중 왕관앵무(Nymphicus hollandicus)가 계통학적으로 어느 부분에서 분기되었는지가 아직까지 미해결 문제이다. 왕관앵무는 코카투의 종 중에서 가장 기저에 두고 있는데 이는 붉은꼬리검은유황앵무속(Calyptorhynchus)의 자매분지군으로 두거나 야자잎검은유황앵무(Probosciger) 속의 자매분지군으로 두는 연구가 있는 등 다양한 가설이 있기 때문이다. 왕관앵무를 제외한 나머지 코카투 종은 크게 2개 분지군으로 구분할 수 있는데 하나는 붉은꼬리검은유황앵무속의 검은 코카투이며 다른 하나는 검은 코카투를 제외한 나머지 코카투가 속한다. 대부분의 연구진들은 이 두 번째 분지군에는 야자잎검은유황앵무, 붉은관유황앵무(Eolophus), 갱갱관앵무(Callocephalon), 분홍관앵무(Lophochroa)가 속한다고 보는데 일부 연구진들은 야자잎검은유황앵무가 다른 모든 코카투의 기저에 속한다고 분류하는 경우도 있다. 그 외 다른 코카투 종은 전부 흰색 아니면 옅은 분홍빛을 띄며 전부 대백앵무속(Cacatua)에 속한다. 붉은관유황앵무, 분홍관앵무, 대백앵무속은 일종의 백변종이다. 대백앵무속은 더 분류하면 코렐라(Licmetis)아속과 대백앵무아속(Cacatua)이라는 두 가지 아속으로 구분할 수 있다. 혼란스럽게도 영어권에서 대백앵무아속을 가리키는 명칭인 "white cockatoo"는 전체 속을 가리키는 말로도 똑같이 사용되어 혼동되는 경우가 많다. 붉은꼬리검은유황앵무에 속하는 5개 종은 통칭 그냥 검은 코카투로도 알려져 있으며 붉은꼬리검은유황앵무아속(Calyptorhynchus)과 잔다(Zanda) 2개 아속 혹은 속으로 구분할 수 있다. 이 중 붉은꼬리검은유황앵무아속은 성적 이형성을 지니고 있으며 암컷은 눈에 띄는 가로줄 무늬가 있는 깃털을 지니고 있다. 두 아속은 어린 새끼가 먹이를 달라고 우는 소리의 차이로도 구분할 수 있다.
남아있는 코카투의 화석은 다른 앵무목의 새 화석보다는 훨씬 적게 발견되며, 진짜로 남은 고대 코카투 화석은 단 한점만 남아 있다. 이 코카투 화석은 대백앵무속 코렐라아속이며 마이오세 시기(1,600-2,300만년 전) 오스트레일리아 리버슬리 국립공원에서 발견되었다. 매우 단편적인 뼈만 남아 있지만 서부긴부리대백앵무(Cacatua pastinator)와 붉은관유황앵무의 화석도 발견되었다. 멜라네시아에서는 누벨칼레도니와 뉴아일랜드섬에서 초기 인간 정착지에서 살아남지 못하고 사망했다고 추정되는 대백앵무속의 준화석이 발굴되었다. 이 화석이 코카투의 진화와 계통분화 연구에 미치는 영향은 제한적이지만 리버슬리 화석의 경우에는 아과의 분화 시기 추정 연구에 많이 쓰이고 있다.

### 하위 속 및 종

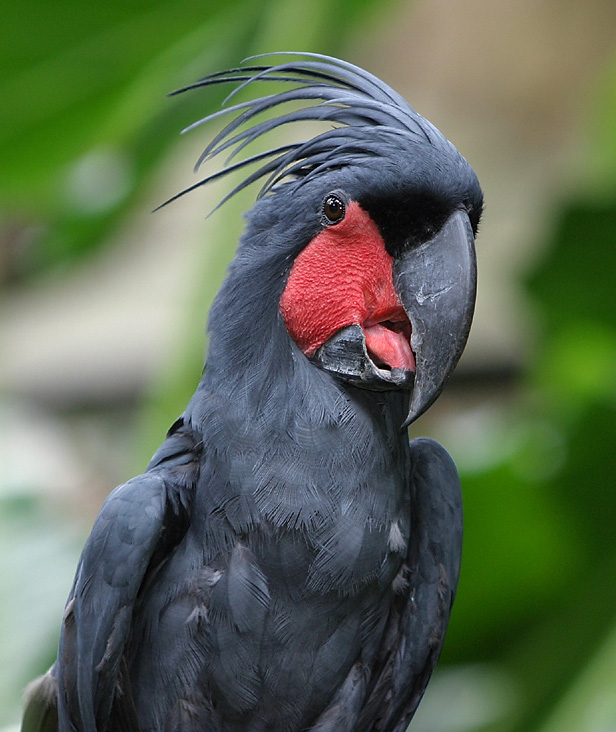
야자잎검은유황앵무은 강한 부리와 붉은 뺨을 가지고 있다. 몸 길이는 약 55-60 cm, 무게는 평균 910-1,200 g으로 코카투 중 가장 몸집이 크다.

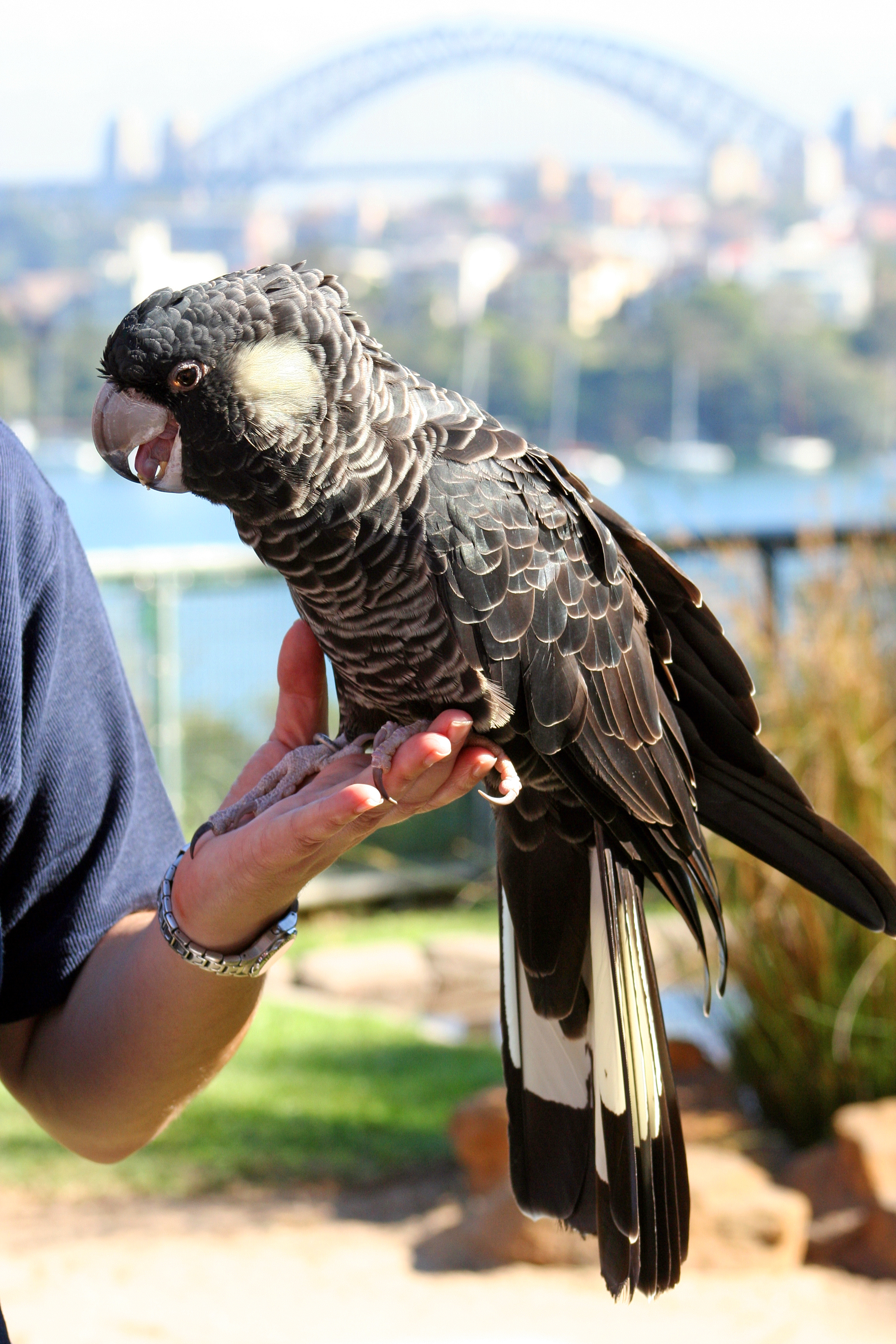
오스트레일리아 시드니 타롱가 동물원에 서식하는 짧은부리검은유황앵무의 모습.

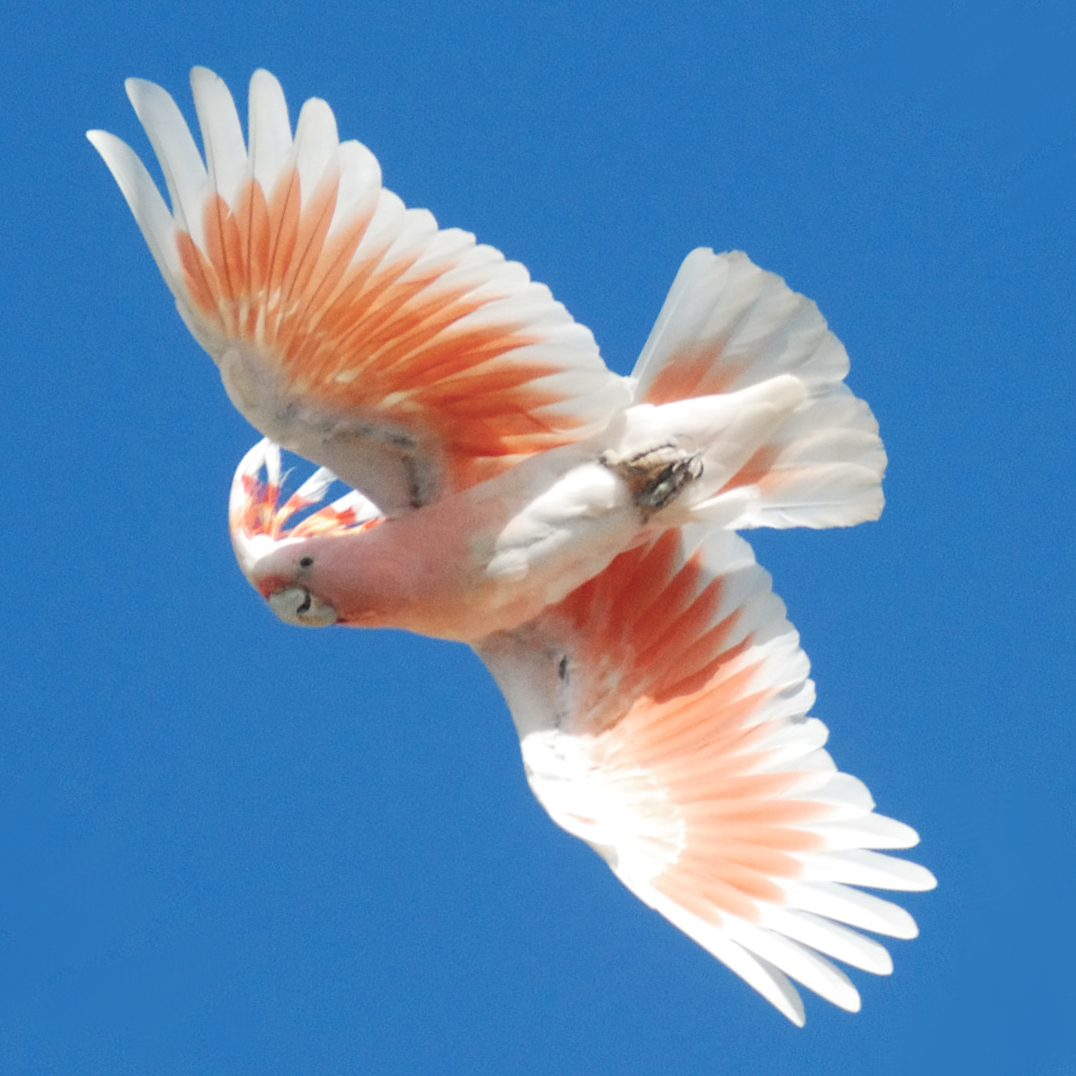
시드니 타롱가 동물원에서 날고 있는 분홍앵무의 모습.

관앵무과에는 알려진 아종을 포함해 총 44개 종이 속해 있다. 현재 이 과의 세부 분류는 아래와 같다.
왕관앵무아과(Nymphicinae) 분류
- 왕관앵무속(Nymphicus)
  - 왕관앵무(Nymphicus hollandicu) (Kerr, 1792년)

붉은꼬리검은유황앵무아과(Calyptorhynchinae) - 검은코카투 분류
- 붉은꼬리검은유황앵무속(Calyptorhynchus)
  - 붉은꼬리검은유황앵무(Calyptorhynchus banksii) (Latham, 1790년) - 5개 아종
  - 광택검은유황앵무(Calyptorhynchus lathami) (Temminck, 1807년) - 3개 아종
- 잔다속(Zanda)
  - 노란꼬리검은유황앵무(Zanda funerea) (Shaw, 1794년) - 2~3개 아종
  - 짧은부리검은유황앵무(Zanda latirostris) (Carnaby, 1948년)
  - 긴부리검은유황앵무(Zanda baudinii) (Lear, 1948년)

관앵무아과(Cacatuinae) 분류
- 야자잎검은유황앵무족(Microglossini) - 1개속 1개종만 있다.
  - 야자잎검은유황앵무속(Probosciger)
    - 야자잎검은유황앵무(Probosciger aterrimus) (Gmelin, 1788년) - 4개 아종
- 대백앵무족(Cacatuini) - 4개속으로 흰색, 분홍, 회색 코카투가 속한다.
  - 갱갱관앵무속(Callocephalon)
    - 갱갱관앵무(Callocephalon fimbriatum) (Grant, 1803년)

  - 붉은관유황앵무속(Eolophus)
    - 붉은관유황앵무(Eolophus roseicapilla) (Vieillot, 1817년) - 3개 아종

  - 대백앵무속(Cacatua) - 13개 종
    - 대백앵무아속(Cacatua)
      - 유황앵무(Cacatua sulphurea) (Gmelin, 1788년) - 5개 아종
      - 귤관앵무(Cacatua citrinocristata) (Fraser, 1844년)
      - 큰유황앵무(Cacatua galerita) (Latham, 1790년) - 4개 아종
      - 벽안앵무(Cacatua ophthalmica) (Sclater, 1864년)
      - 흰관앵무(Cacatua alba) (Müller, 1776년)
      - 규색관앵무(Cacatua moluccensis) (Gmelin, 1788년)

    - 코렐라아속(Licmetis)
      - 긴부리대백앵무(Cacatua tenuirostris) (Kuhl, 1820년)
      - 서부긴부리대백앵무(Cacatua pastinator) (Gould, 1841년) - 2개 아종
      - 작은대백앵무(Cacatua sanguinea) (Gould, 1843년) - 4개 아종
      - 타님바르대백앵무(Cacatua goffiniana) (Roselaar and Michels, 2004년)[34]
      - 솔로몬제도대백앵무(Cacatua ducorpsii) (Pucheran, 1853년)
      - 붉은항문대백앵무(Cacatua haematuropygia) (Müller, 1776년)

    - 분홍앵무아속(Lophochroa)
      - 분홍앵무(Cacatua leadbeateri) (Vigors, 1831년) - 2개 아종

## 형태

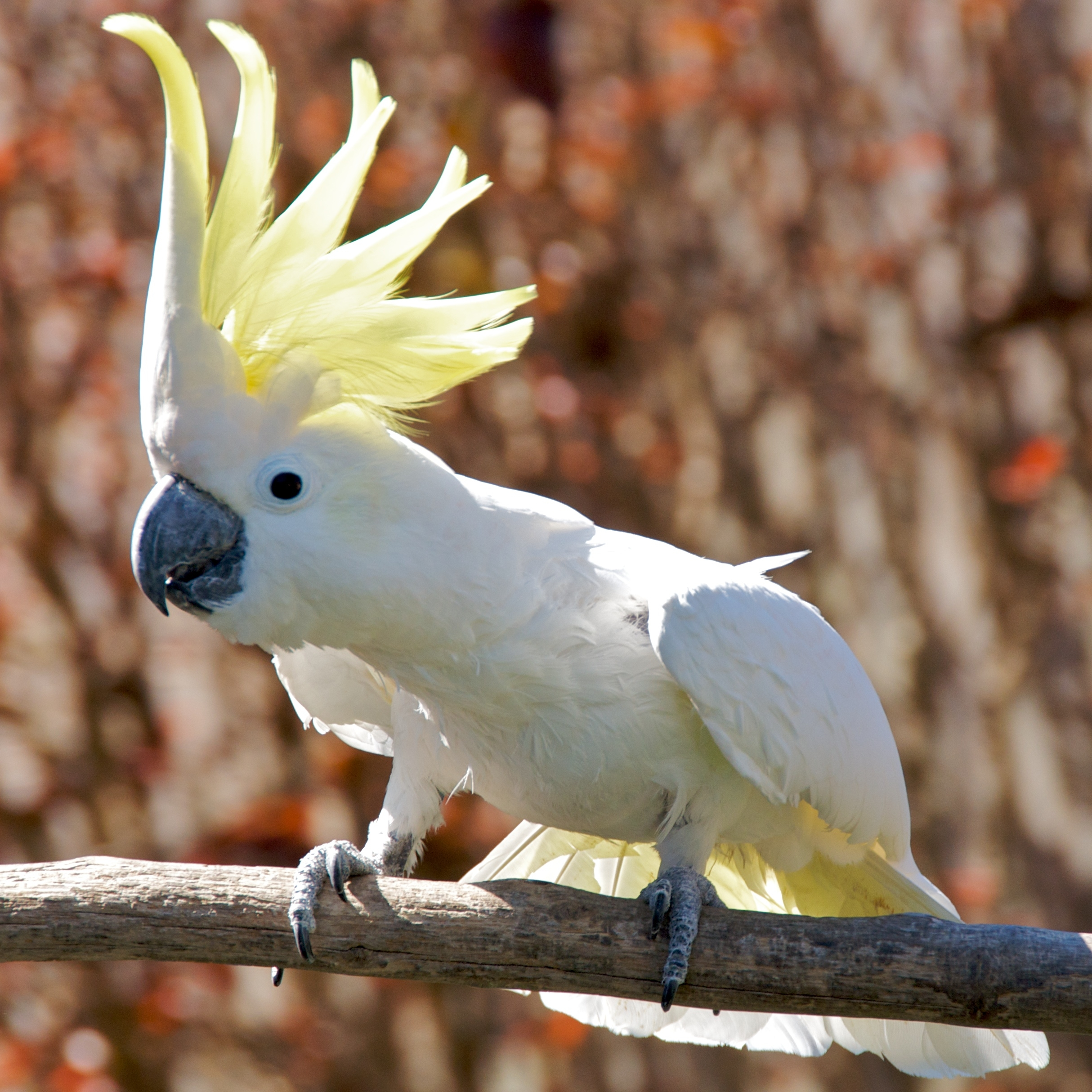
큰유황앵무의 모습

코카투는 보통 길이가 30-60 cm, 무게는 300-1,200 g 사이의 중대형 앵무새지만 왕관앵무는 다른 종보다 훨씬 작고 무게도 적어 길이는 최대 약 32 cm(긴 뾰족한 꼬리깃털 포함), 무게는 80-100 g이다. 모든 코카투에 달려 있는 움직일 수 있는 도가머리는 대다수 종에서 화려한 모양이며 코카투가 비행을 시작할 때 혹은 착륙할 때 위로 솟는다. 코카투는 뚜렷한 곡선의 부리를 가지고 있으며 두 개의 가운데 발가락이 앞으로, 나머지 양 쪽 끝 2개 발가락이 뒤로 향해 있는 대지족 발을 가지고 있는 등 다른 앵무새와 비슷한 특징을 많이 가지고 있다. 다만 다른 앵무새와 다른 점으로 코카투는 커지는 볏이 있고 다른 앵무새에서는 볼 수 있는 밝은 파랑과 녹색같이 보이는 다이크 질감 깃털이 없다.
다른 앵무새와 마찬가지로 코카투는 짧은 다리, 강한 발톱에 걸음걸이를 뒤뚱거리며 종종 나뭇가지를 통해 올라갈 때 강한 부리를 마치 3번째 다리처럼 사용한다. 코카투는 빠르게 날 수 있는 길고 넓은 날개를 가지고 있으며 갈라의 경우 최대 비행속도가 70 km/h까지 기록되었다. 붉은꼬리검은유황앵무속과 큰유황앵무, 분홍앵무와 같은 더 큰 흰 코카투는 이보다 짧고 둥근 날개를 가지고 있으며 여유롭고 느리게 비행한다.

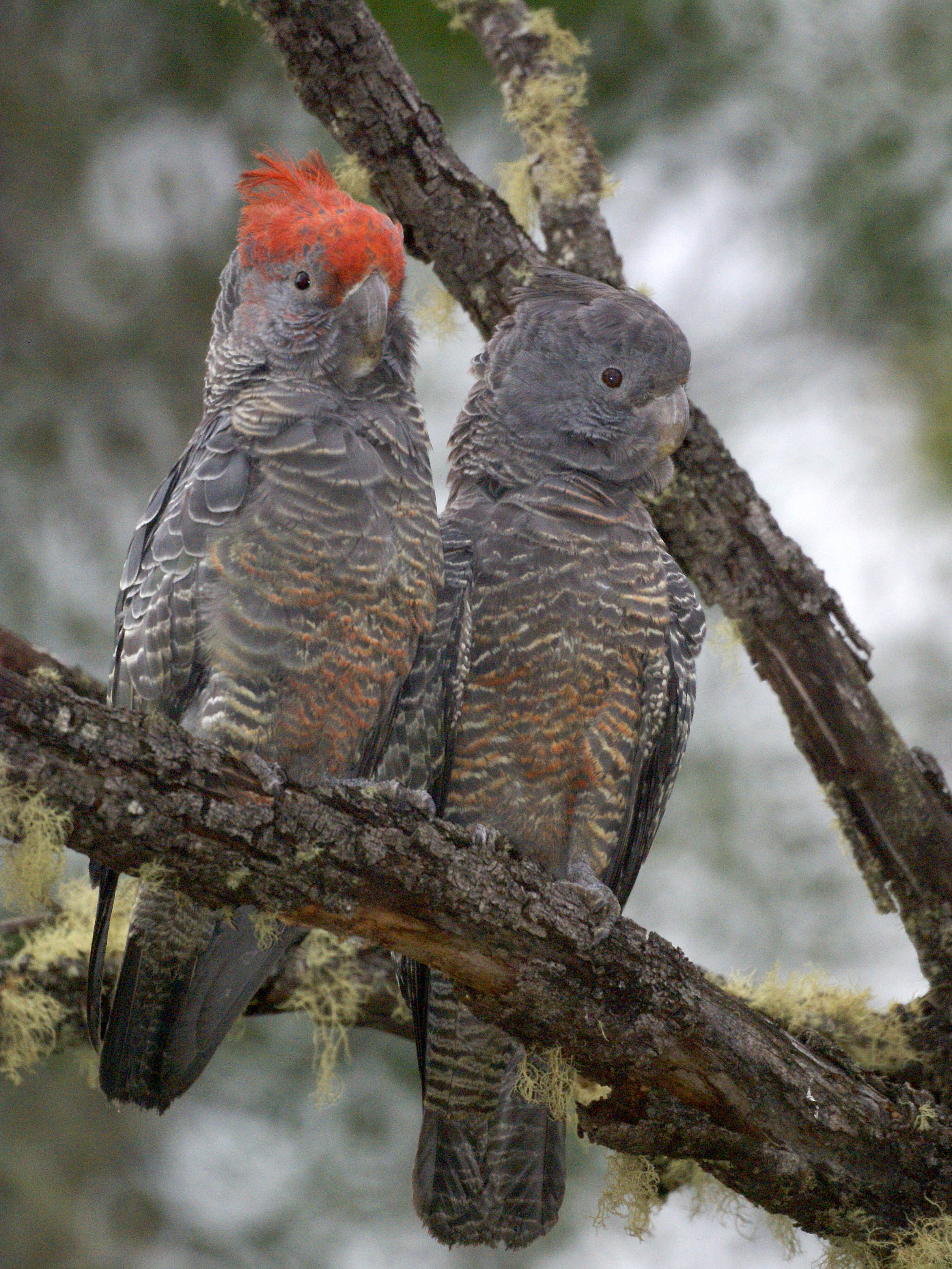
오스트레일리아 뉴사우스웨일스주의 갱갱관앵무 한 쌍. 붉은 깃머리를 가진 코카투가 수컷이다.

코카투는 커다란 부리를 가지고 있는데 쉬고 있을 땐 두 턱을 마구 비벼서 날카로운 상태를 유지한다. 부리에는 큰 근육질의 혀가 있어 씨앗을 먹기 전에 껍데기를 쉽게 벗길 수 있도록 도와준다. 껍데기를 벗길 때 아래턱으로 힘을 가하고 혀로 씨앗을 제자리에 고정하며 위턱은 모루 역할을 한다. 두개골의 눈 부분은 턱을 옆으로 움직이는 근육을 받히기 위해 강해졌다. 수컷 코카투의 부리는 보통 암컷의 부리보다 약간 크지만 이 크기 차이는 야자잎검은유황앵무에서 가장 뚜렷하게 드러난다.
코카투의 깃털은 다른 앵무새보다는 덜 밝으며 대부분의 종이 흰색, 검은색, 회색 등 무채색이다. 또한 많은 종에서 깃털이 노랑, 분홍, 빨강색인 영역이 있는데 주로 볏이나 꼬리에 몰려있다. 붉은관유황앵무나 분홍앵무 같은 경우는 더 넓은 곳이 분홍색 깃털로 덮혀 있다. 몇몇 종은 눈과 안면 주위에 밝은 색으로 맨살이 드러난 부위가 있는데 이를 눈주위 고리(periophthalmic ring)라고 부른다. 야자잎검은유황앵무는 큰 붉은 맨살부위가 있는데 그 피부가 가장 넓고 얼굴 대부분을 덮고 있지만 다른 종의 흰색 코카투, 특히 코렐라아속과 벽안앵무 같은 경우는 눈주위 고리가 거의 없다. 대부분의 종에서 수컷과 암컷의 깃털은 비슷하다. 암컷 코카투의 깃털은 수컷보다 더 칙칙하지만 갱갱관앵무와 붉은꼬리검은유황앵무속속의 2개 검은 코카투 종인 붉은꼬리검은유황앵무, 광택검은유황앵무에선 깃털에서 성적 이형성이 두드러지게 나타난다. 코카투의 홍채 색은 몇몇 종마다 차이를 보이는데 암컷 붉은관유황앵무와 붉은앵무는 빨강 혹은 분홍색이며 타 암컷 흰 코카투종은 적갈색을 띈다. 수컷은 모두 짙은 갈색의 홍체를 가지고 있다.

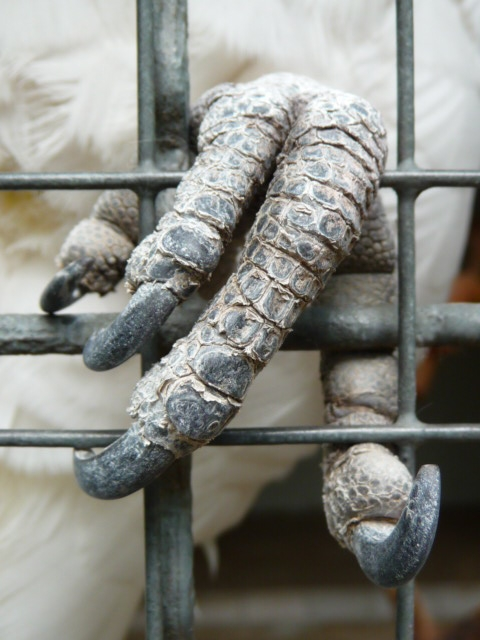
새장 철창을 붙잡고 있는 흰관앵무 왼발의 모습. 발톱과 비늘같은 피부가 보이며, 발가락이 안쪽 2개는 앞쪽으로, 바깥쪽 2개는 뒤쪽으로 향해 있다.

코카투는 하루 종일 깃털고르기(Preening)를 통해 깃털을 손질하며 관리한다. 또한 깃털을 갉아먹어 먼지와 기름을 제거하고 깃털 방향도 재정리한다. 또한 다른 새들이 자기 스스로는 닿기 어려운 부위의 깃털을 핥아주기도 한다. 코카투는 허리에 있는 미지샘에서 기름을 분비해 머리로 깃털을 닦거나 이미 기름을 묻힌 깃털을 잘 닦아준다. 허리 부위에는 특수한 종류의 깃털인 솜깃털이 자라며 깃털을 고르는 코카투가 이 솜깃털을 뽑아다 온몸에 붙인다.
코카투의 털갈이는 매우 복잡하고 느리게 일어난다. 검은 코카투는 날개깃을 한번에 하나씩 가는 것으로 보이며 털갈이가 끝나기까지 2년이 걸린다. 이 털갈이는 다른 종에서는 훨씬 빨리 끝나는데 흰 코카투는 평균 6개월에 한번 털갈이한다.

### 울음소리
코카투의 발성은 크고 거칠다. 개체가 서로를 인식하고 포식자에게 경고하며 개체의 기분을 표출하며 무리의 결속력을 강화하고 둥지를 방어할 때 경고하는 등 코카투의 울음소리는 여러 기능을 수행한다. 코카투에게서 울음소리의 사용과 그 가짓수는 종마다 다른데 검은 코카투는 15가지가 넘는 울음소리를 내는 반면 분홍앵무와 같은 종은 종류가 더 적다. 갱갱관앵무처럼 비교적 조용하지만 먹이를 먹을 땐 부드럽게 그로울링하는 소리를 내는 코카투도 있다. 발성 외에도 야자잎검은유황앵무는 막대기로 죽은 나뭇가지를 두드려 먼 거리에서 의사소통하는 경우도 있다. 또한 코카투는 위협받았을 때 특이한 쉿 소리를 낸다.

## 분포와 서식지

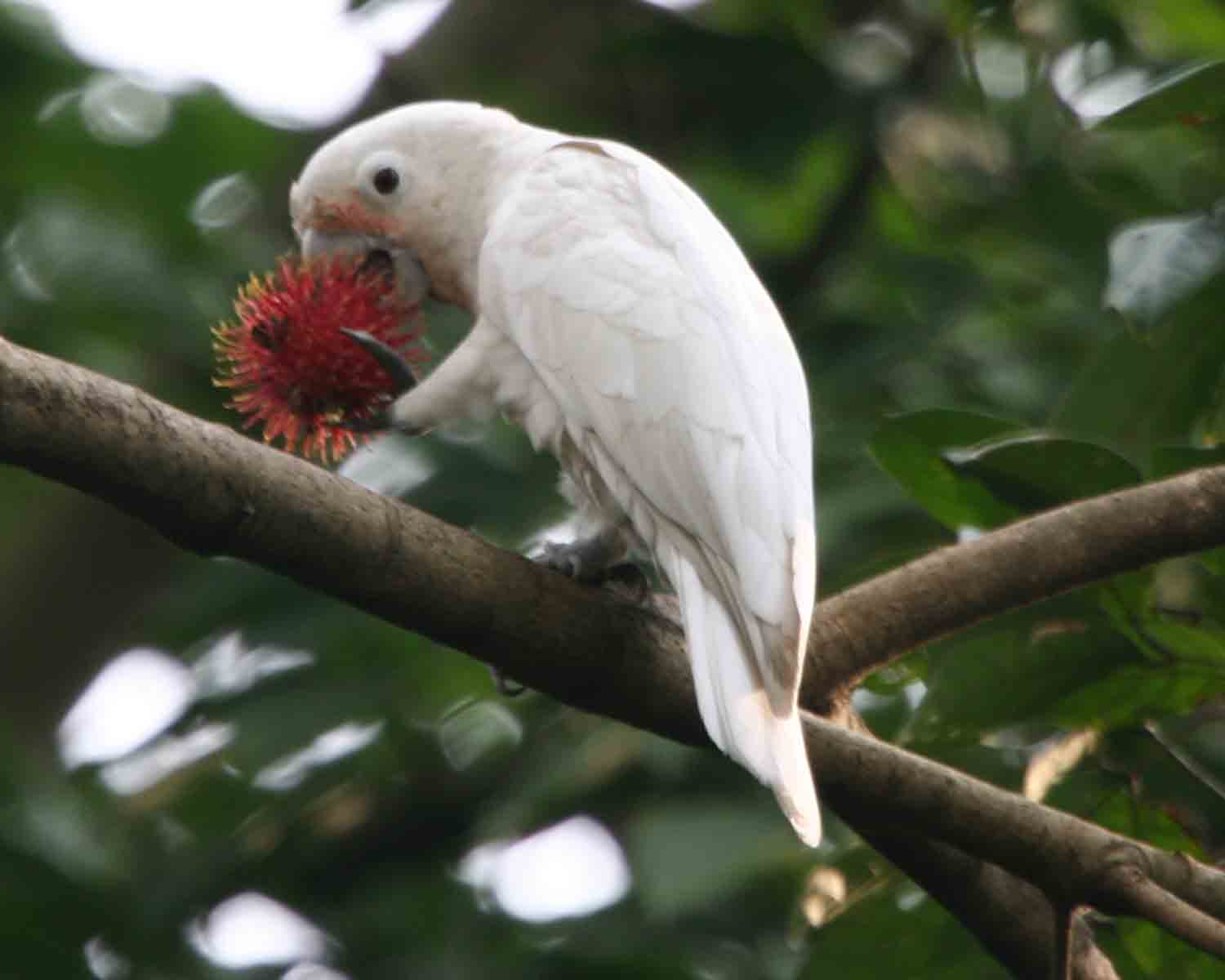
타님바르대백앵무는 인도네시아의 타님바르 제도에만 서식하는 코카투로 야생에서 탈출한 극 소수의 몇마리가 싱가포르에 발견되는 경우가 있다.

코카투는 오스트레일리아, 인도네시아, 필리핀 및 일부 태평양 제도에서만 자연에서 서식해 타 앵무새보다 서식지가 훨씬 좁다. 21개 종 중 11개 종은 오스트레일리아 안에서만 야생에서 서식하고 7개 종은 필리핀, 인도네시아, 파푸아뉴기니, 솔로몬 제도 등의 섬에만 서식한다. 팔라완섬, 술라웨시섬 및 기타 태평양 여러 제도에도 간혹 코카투가 발견되고 누벨칼레도니섬에서는 코카투 화석이 발견되었으나 보르네오섬 너머로는 야생 코카투가 발견되지 않았다.
3개 종은 뉴기니와 오스트레일리아 양쪽 모두에서 야생에 서식한다. 예를 들어 붉은관유황앵무와 같은 일부 종은 오스트레일리아 대륙 대부분에 광범위한 지역에서 서식하지만 오스트레일리아 서부 극히 일부 지역에만 서식하는 긴부리검은유황앵무와 같이 대륙 극히 일부에만 거주하거나 인도네시아 타님바르 제도에만 서식하는 타님바르대백앵무와 같이 특정 섬에만 서식하는 코카투가 대부분이다. 코카투 중 일부는 야생 서식 범위 밖에서 탈출해 뉴질랜드, 싱가포르, 팔라우와 같이 극히 일부 개체가 서식하기도 하고, 오스트레일리아에 서식하는 코렐라아 중 2개 종은 원래 오스트레일리아에 서식하고 있지 않다가 나중에 유입되었다.
코카투는 아고산대의 숲에서부터 맹그로브에 이르기까지 광범위한 지역을 서식지로 두고 있다. 하지만 모든 유형의 서식지에서 전부 서식하는 종은 존재하지 않는다. 붉은관유황앵무나 왕관앵무와 같은 가장 광범위한 지역에 서식하는 코카투는 풀 씨앗을 먹는 야외의 특수종이다. 이들은 빠르게 날아다니며 자유롭게 돌아다니며 넓은 지역에 돌아다니는 습성이 있다. 코카투 무리는 내륙의 넓은 지역을 가로질러 이동하며 씨앗과 같은 먹이를 찾아 먹는다. 가뭄으로 더 건조해진 지역에 서식하는 코카투는 농경지를 향해 멀리 이동할 수 있다. 야자잎검은유황앵무와 같이 다른 코카투는 산림지대, 열대우림, 관목지대, 심지어는 고산지대에서만 서식하는 경우도 있다. 붉은항문대백앵무는 맹그로브숲에 서식하며, 루손섬 북부에 이 코카투가 서식하지 않는 이유는 맹그로브 숲의 존재와도 연관이 있다고 여겨진다. 숲에서 서식하는 코카투는 먹이 수급이 안정적이고 예측 가능하기 때문에 보통 날지 않고 그냥 앉아서 생활하는 경우가 많다. 몇몇 종은 인간이 변형시킨 서식지에 잘 적응해 농경지나 번화한 도심에서도 자연적으로 서식하는 경우가 있다.

## 습성

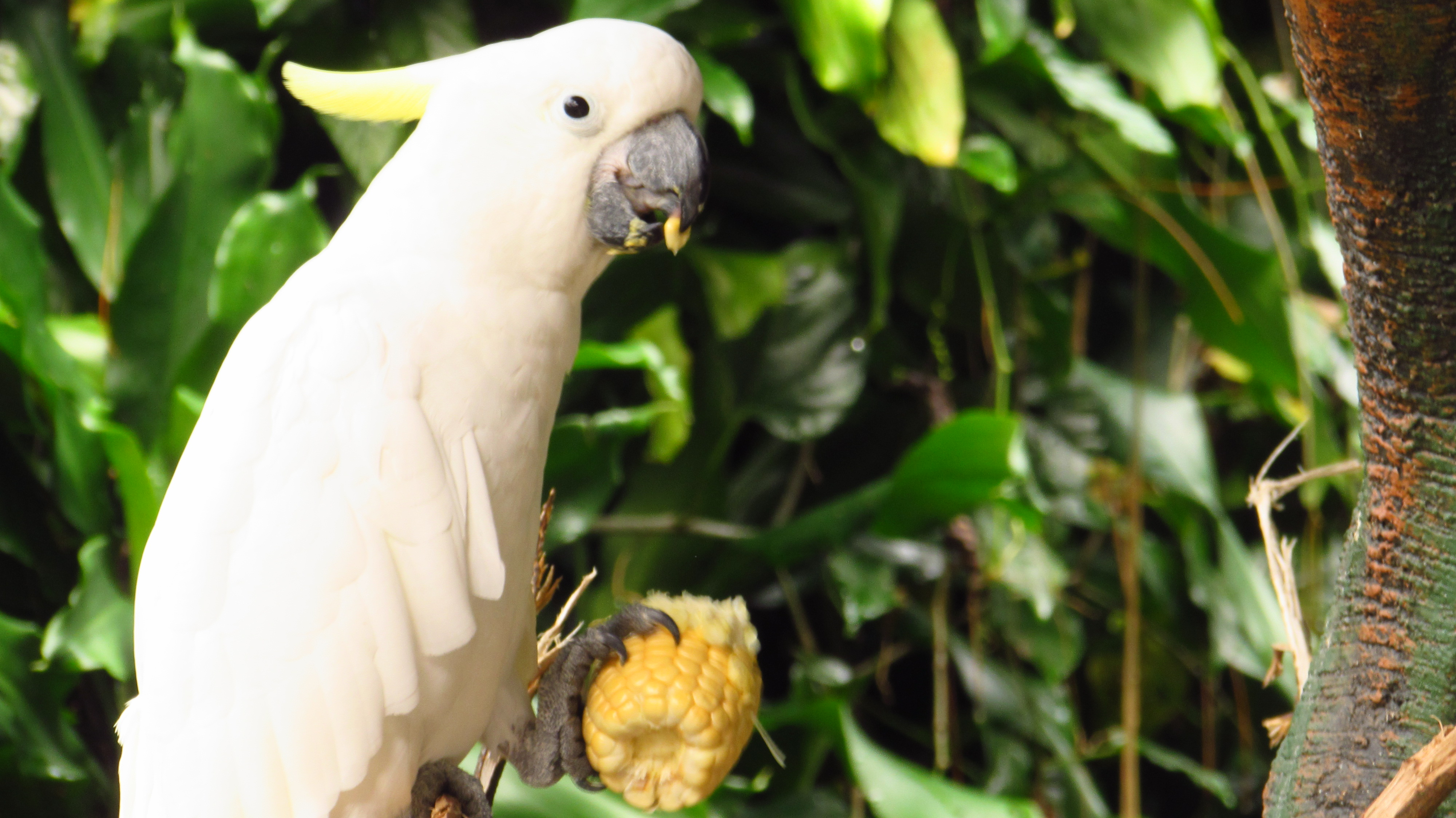
큰유황앵무가 옥수수를 먹는 모습

코카투는 낮에 활동하는 주행성 동물로 먹이를 찾기 위해선 햇빛이 필요하다. 대신 코카투는 일찍 일어나지 않고 햇빛이 둥지를 따뜻하게 덥힐 때까지 기다렸다가 먹이를 찾아간다. 거의 모든 코카투 종이 매우 사교적이며 화려하고 시끄럽게 새 떼로 무리를 지어 둥지를 틀고 먹이를 구하며 이동한다. 먹이가 풍부한 곳에서는 무리의 새 개체수가 백마리 이하로 작지만 가뭄이나 기타 코카투에게 어려운 환경이 닥치면 수천 또는 수만마리까지 늘어나는데 호주 킴벌리의 한 기록에 따르면 32,000마리의 작은 코렐라가 떼를 지어 움직였다는 기록이 남아 있다. 보통 개활지에서 서식하는 종이 우거진 숲에서 서식하는 종보다 더 큰 떼를 지어 이동한다.
어떤 종은 물을 마시는 곳 가까이에 둥지를 트는데, 이와 반대로 둥지에서 먹이를 먹는 곳을 멀리 거리를 두는 종도 있다. 또한 코카투는 거꾸로 매달리거나 빗속에서 날아다니기, 우거진 나뭇가지에 있는 젖은 나무잎을 향해 펄럭거리는 등 다양한 방법을 이용해 목욕한다. 코카투는 발을 마치 인간의 손이 한손잡이인것처럼 한쪽 발을 주로 사용한다. 대부분의 종에서 각 개체당 87-100%의 개체가 왼발을 주로 사용해서 먹이를 먹지만, 극히 일부 개체의 경우 오른발을 이용해 먹이를 먹는다.

### 번식

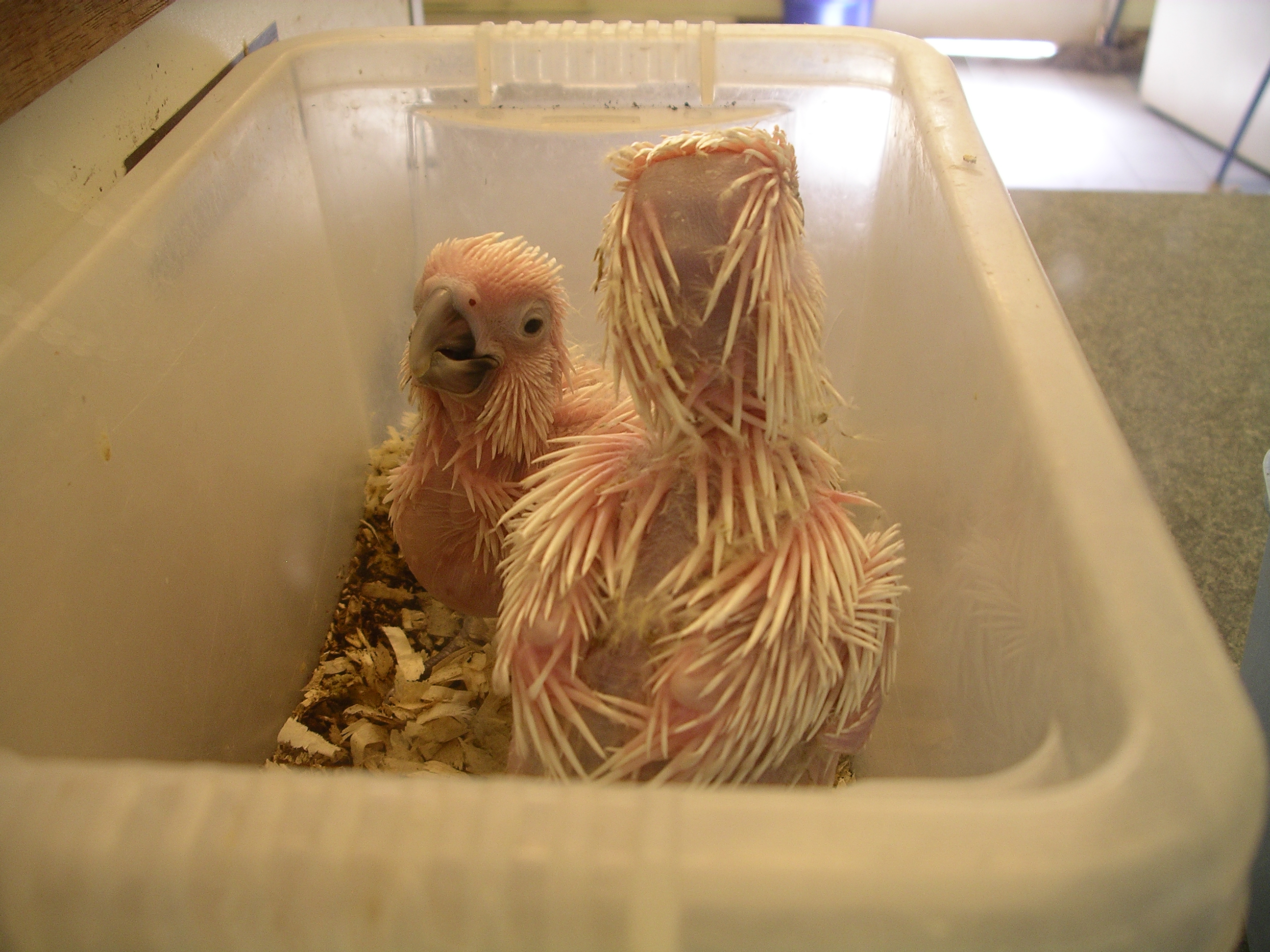
반려용으로 판매하기 위해 인간이 키운 흰관앵무 새끼의 모습

코카투는 일부일처제로 번식하며 한 쌍의 유대감은 수 년 넘게 지속할 수 있다. 많은 새가 성체로 자라기 전에 무리를 지어 짝을 이루고 최소 1년간 번식하지 않는다. 암컷은 3~7세 사이에 처음 번식하고 수컷은 이보다 나이가 더 많은 경우가 많다. 성성숙이 늦어 새들이 새끼를 키우고 양육하는 기술의 개발 기간이 다른 새보다 더 길며, 일부 종의 새끼는 최대 1년간 부모와 함께 산다. 코카투는 둥지를 향한 유소성이 강해 연속적으로 같은 둥지가 있던 장소로 돌아간다. 구애 행동은 대체로 간단한데 특히 검은 코카투의 경우에는 혼자서 구애의 뜻으로 먹이를 주는 등의 행동을 보인다. 서로 합이 맞은 짝은 서로서로 소셜 그루밍처럼 깃털골라주기를 해주지만 알의 부화가 시작되면 강력한 페어 본드의 유대감으로 인해 모든 형태의 구애 행동이 중단된다.
대부분의 앵무새와 마찬가지로 코카투도 스스로 구멍을 파진 못하고, 이미 있는 나무 구멍에 둥지를 튼다. 이 구멍은 나뭇가지가 부러졌거나 곰팡이, 흰개미, 딱따구리와 같은 곤충이나 다른 새가 파거나 나무가 부패해서 만들어진 구멍이다. 대부분의 지역에서 이렇게 자연적으로 생긴 나무구멍은 희귀하며 같은 종의 다른 개체나 다른 종, 또는 다른 유형의 동물과 이 나무구멍을 가지고 경쟁한다. 보통 코카투는 자기 몸집보다 약간 큰 구멍을 선호하므로 크기가 서로 다른 종은 각각 자기에게 맞는 서로 다른 크기의 나무구멍에 서식한다. 가능하다면 코카투는 지상에서 약 7~8 m 높이에 물과 먹이와 가까운 곳을 선호한다.
둥지구멍에는 나무막대기, 나무조각, 나뭇잎이 붙은 나뭇가지들이 늘어서 있다. 코카투의 알은 타원형이고 흰색이며, 둥지의 위치상 위장이 별로 필요하지 않아 그냥 단색이다. 하지만 부화 과정에서 변색되기도 한다. 알 크기는 야자잎검은유황앵무와 붉은꼬리검은유황앵무 계열에서는 55 mm x 37 mm에서부터 왕관앵무의 경우 26 mm × 19 mm까지 다양하다. 알무더기의 크기는 코카투의 개체들마다 다양한데 큰 크기의 코카투 종은 오직 하나의 알만 낳으며, 반대로 작은 종의 경우에는 2개에서 8개 정도의 알을 낳는다. 먹이 공급 정도도 알무더기의 크기에 영향을 준다. 일부 종은 첫 알의 산란이 실패하면 아에 다른 알무더기를 만드는 경우도 있다.  산란한 알의 약 20%가 불임인 무정란이다. 코카투가 알을 품고 부화하는 과정에서는 검은 코카투처럼 암컷 혼자서 알을 품고 부화시키는 경우와 암컷과 수컷이 서로 나눠서 담당하는 다른 코카투의 경우로 나눌 수 있다. 검은 코카투의 경우 대신 수컷이 하루에 여러 번 암컷에게 먹이를 가져다 준다. 새끼는 깃털 없는 알몸으로 태어나는 야자잎검은유황앵무를 제외하고 모든 종이 노란 털로 덮여서 태어난다. 코카투가 알을 품는 기간은 종의 크기마다 다르며 가장 작은 왕관앵무의 경우 약 20일, 큰 관앵무류의 경우에는 최대 29일간 알을 품는다.
양육 기간도 종의 크기에 따라 다르며 체구가 큰 종일수록 포란 기간도 더 길다. 또한 계절과 환경적 요인, 알무더기 크기가 더 큰 종의 개체와의 경쟁관계 등등 다양한 외부환경의 영향도 받는다. 일부 종의 양육 기간에 대해 알려진 바의 대부분은 일부 조류학 연구에만 의존하고 있는데 이에 따르면 가장 작은 왕관앵무의 경우 5주 후에, 큰 야자앵무의 경우에는 약 11주 후에 독립한다. 독립 이전 양육 기간에는 새끼가 속이 거의 비어있는 어린 깃털로 덮여 있다. 날개와 꼬리깃은 처음에 성장속도가 느리지만 본 깃털이 나타나면 더욱 빠르게 자라기 시작한다. 새끼는 이 기간의 2/3 정도 동안 성체 체중의 80-90% 정도로 성장하다 둥지를 떠나기 전까지 다시 성장이 정체되며, 이 체중에서 날개와 꼬리깃이 조금 더 자라면 독립해서 스스로 날아간다. 새끼의 성장률과 독립 정도는 먹이 공급 감소와 기상 조건이 악화되면 줄어드는 경향을 보인다.

### 먹이와 식습관

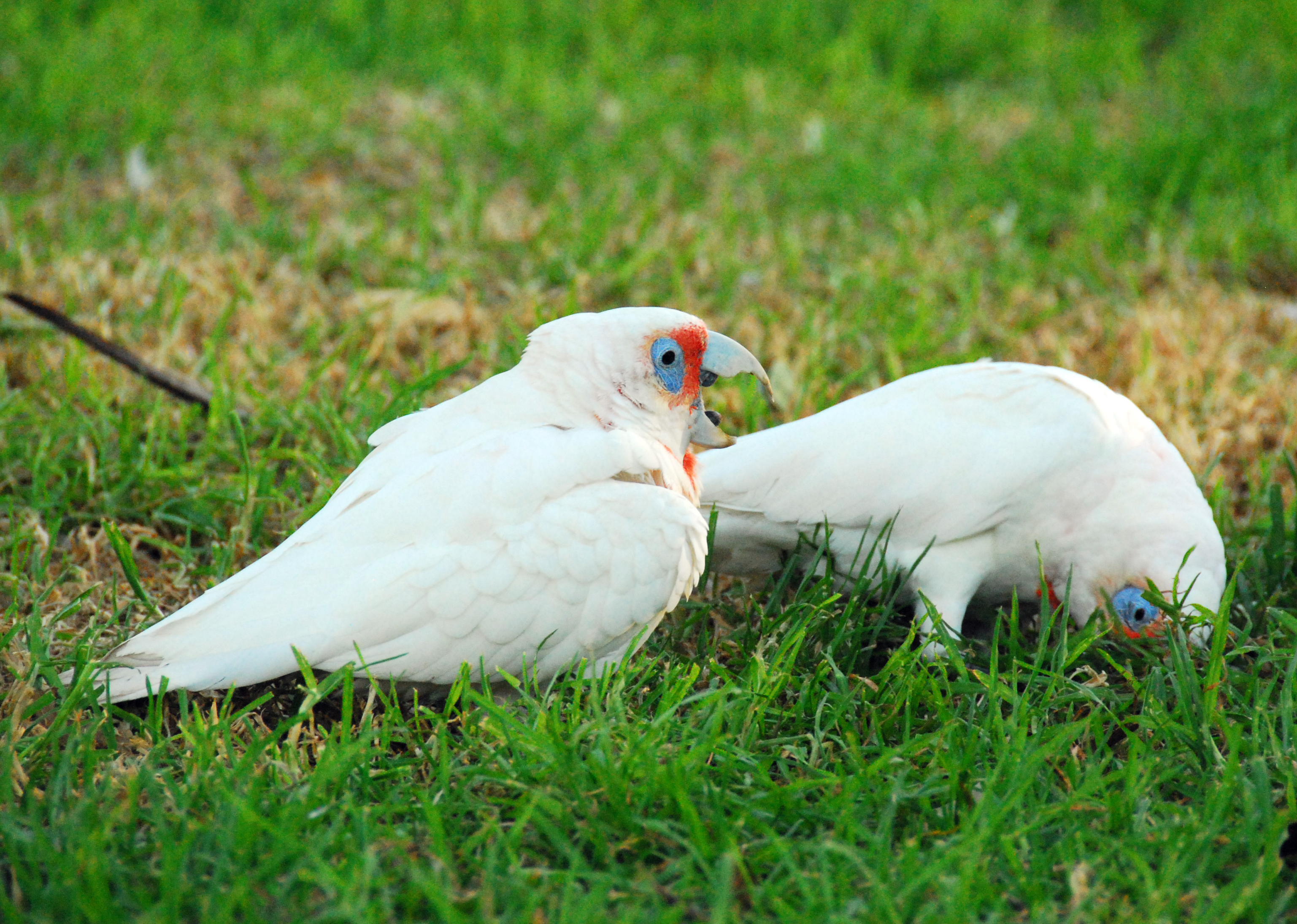
퍼스의 야생 긴부리대백앵무 모습. 오른쪽의 새는 긴 부리로 짧은 풀을 파서 먹고 있다.

코카투는 여러 먹이를 먹는 종으로 주로 다양한 식물성 먹이를 섭취한다. 모든 종의 식단 대부분은 식물의 씨앗이 차지하며 크고 강한 부리로 보통 씨앗을 뜯어먹는다. 붉은관유황앵무, 대백앵무아속, 일부 검은 코카투는 땅 위에서 먹이를 먹고 나머지 종은 보통 나무 위에서 먹이를 먹는다. 땅에서 먹이를 먹는 종은 무리를 지어 먹이를 먹는 습성이 있는데 씨앗이 밀집된 곳에서는 서로서로 다투면서 모여드는 무리가 생겨나고 반대로 먹이가 드문드문 존재하는 곳에서는 무리도 떨어져 있고 밀도도 낮다. 또한 시야가 탁 트인 곳을 선호하는 특성도 있다. 서부긴부리대백앵무와 긴부리대백앵무는 썩은 풀잎과 뿌리를 뜯어먹기 위한 길고 길쭉한 부리를 가지고 있으며 분홍코카투는 루멕스 히포가이우스(Rumex hypogaeus) 주위를 원으로 그리며 걸으면서 땅 아래를 비틀어서 뽑는다.
많은 코카투 종이 건조한 오스트레일리아 지형의 자연적 특징 중 하나인 늦된종자(유칼립투스속, 뱅크시아속, 하키아속 같은 식물이 원뿔이나 구형 구조 안에 수많은 씨앗을 담아두는 식물의 기관)을 이용해 우거진 나무에서 먹이를 구한다. 이런 나무 열매는 대부분의 동물이 쉽게 접근할 수 없기 때문에 주로 열대 지역에 서식하는 앵무새, 코카투, 설치류가 주로 섭취한다. 큰 종자는 코카투의 큰 부리로 깨서 열 수 있지만 작은 동물에게는 너무 딱딱하다. 많은 견과류와 과일은 작은 나뭇가지 끝에 달려 있어 먹이를 찾는 코카투의 무게를 지탱할 수 없기 때문에 대신 나뭇가지를 자기 발쪽으로 구부려서 자기 발로 잡아 먹는다.
어떤 코카투는 다양한 먹이를 섭취하는 보편종인 반면 어떤 코카투는 특수종에 해당한다. 검은코카투 계열은 알로카수아리나속(sheoak)의 단일 종인 알로카수아리나 베르티킬라타의 나무 늦된종자만 선호하는 특수종이다. 코카투는 발로 원뿔 모양 씨앗을 잡고 강한 부리로 잘게 부순 다음 혀로 씨앗을 일일히 발라 먹는다. 일부 종은 특히 번식 기간에 수많은 곤충을 섭취하는데 실제로 노란꼬리검은유황앵무의 식단은 거의 대부분이 곤충이다. 큰 부리는 썩은 나무 속의 땅벌레나 애벌레를 꺼내 먹는데 사용했다. 코카투가 먹이를 구하는 시간은 계절마다 다르다. 먹이가 풍부한 시기에는 하루 중 아침이나 저녁에만 몇 시간 정도 먹이를 찾아 먹고 나머지 시간에는 나무에 둥지를 틀거나 준비만 하지만, 겨울에는 거의 하루종일 먹이만 찾아다니는 경우도 있다. 번식기에는 새들의 영양 요구량이 늘어나기 때문에 이 시기에는 먹이를 찾는 데 더 많은 시간을 쓴다. 코카투는 모이주머니가 크기 때문에 나무에 내려앉은 후에도 한동안 먹이를 저장하고 소화할 수 있다.

### 천적과 위협
매와 작은수리가 붉은관유황앵무를 잡는 풍경이 나타났으며, 쐐기꼬리수리가 유황앵무를 죽이는 광경도 발견되었다. 알과 둥지는 여러 위험에 취약하다. 왕도마뱀류의 여러 종이 나무를 오르고 구멍 안으로 들어갈 수 있다. 기록된 다른 천적으로는 필리핀 라사섬의 점박이나무올빼미(Strix seloputo), 케이프요크의 자수정비단뱀, 검은백정새, 자이언트흰꼬리쥐와 같은 설치류, 캥거루섬의 주머니여우 등이 있다. 또한 캥거루섬에서는 붉은관유황앵무와 작은 대백앵무류가 광택검은유황앵무와 둥지자리를 놓고 경쟁하다 검은유황앵무의 새끼를 죽이는 경우도 보고되었다. 또한 심한 폭풍으로 둥지구멍까지 물이 범람해 새끼가 익사할 수도 있고, 흰개미나 벌레의 활동으로 구멍 내부가 무너질 수도 있다.
다른 앵무새와 마찬가지로 코카투도 앵무새부리털병(PBFD)에 걸릴 수 있다. PBFD는 바이러스성 감염 질환으로 깃털이 빠지고 부리가 기형으로 바뀌며 새의 전반적인 면역력이 약화된다. 특히 유황앵무, 작은대백앵무, 붉은관유황앵무 사이에서 유행해 잘 걸리며 현재까지 14개종의 코카투에서 감염이 가능함이 확인되었다. PBFD는 야생의 건강한 조류 개체군에게는 큰 영향을 미치지 않지만, 스트레스를 받는 소규모 개체군에게는 높은 위험을 입힐 수 있다.
스페인 그라나다의 알무녜카르 조류학 정원에서 배설물 샘플을 분석한 결과 흰대백앵무와 유황앵무에게서 하이모프로테우스속 원충 감염이, 또 다른 유황앵무에서 말라리아 기생충인 말라리아원충 감염이 밝혀졌다. 아마존앵무나 금강앵무와 마찬가지로 코카투도 종종 배설물을 통해 유두종에 감염된다. 회색앵무에게선 유두종바이러스과(Papillomaviridae)를 분리하는데 성공했지만 다른 유두종 바이러스간의 관계는 정확히 밝혀져 있지 않다.

### 사회적 학습
코카투는 사회적 상호작용을 통해 새로운 기술을 배우는 현상도 보인다. 뉴사우스웨일스주의 연구자와 시민과학자들은 코카투가 서로에게 쓰래기통 문을 여는 기술을 배우면서 쓰래기통 뚜껑 뒤집기 기술이 코카투 개체군에게 퍼지는 과정을 추적했다. 쓰래기통 뚜껑을 뒤집는 기술은 멀리 떨어진 교외 지역보다는 시내와 인접한 교외에서 더 빨리 확산되었다. 또한 다른 지역에 서식하는 개체가 복잡한 작업을 자신이 해내기 위해 자신만의 변형법 기술을 익히는 과정도 발견했다.

## 인간과의 관계

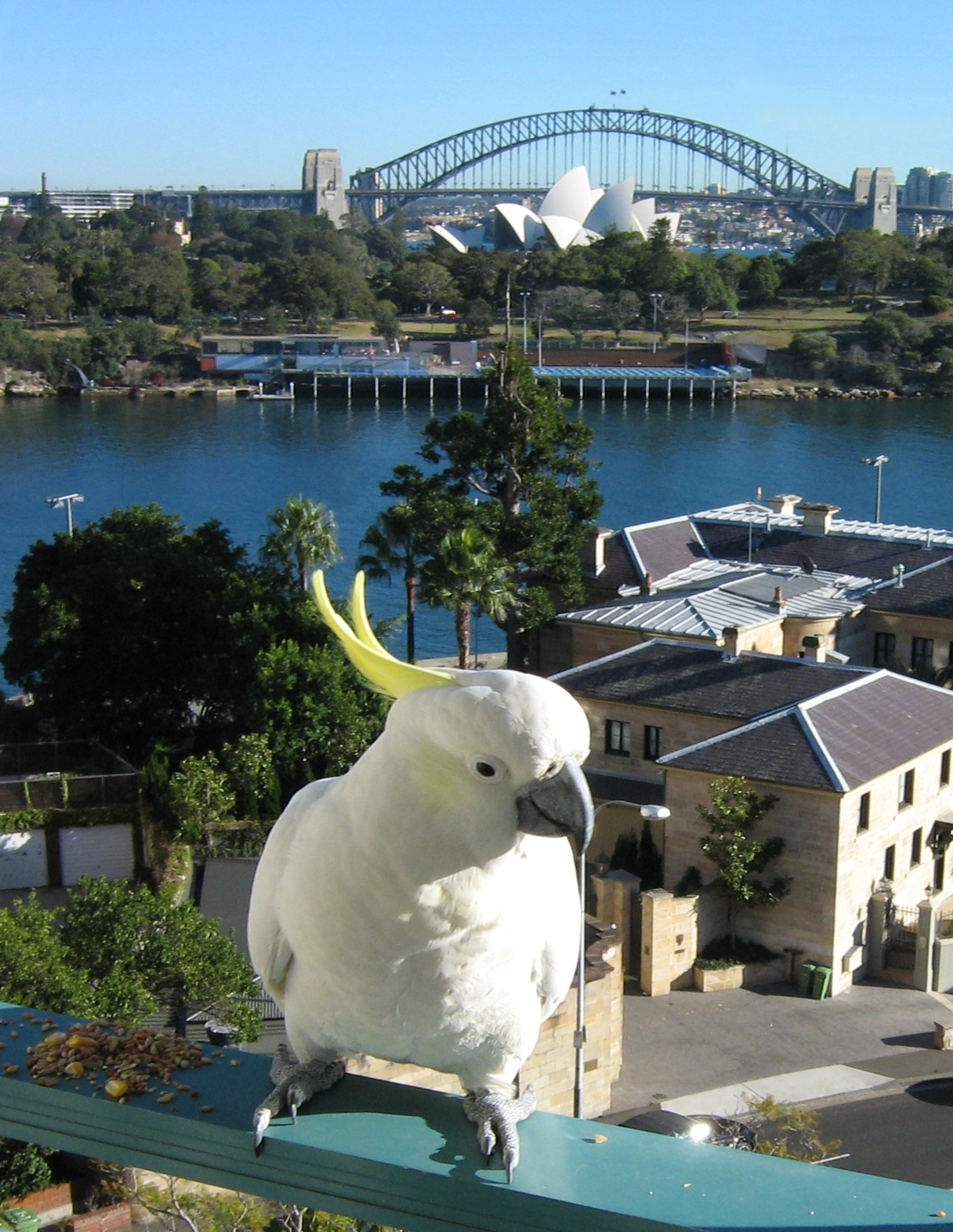
시드니 동부 한 주택 발코니에서 씨앗을 구하러 온 큰유황앵무의 모습

인간의 활동은 어떤 코카투에게는 긍정적인 영향을, 다른 코카투에게는 부정적인 영향을 끼쳤다. 열린 지역에 서식하는 많은 종은 인위적인 지형 변화로 신뢰할 수 있는 늦된종자 먹이와 마실 수 있는 물이 늘어나고 외국에서 들어온 먹이를 포함한 변화한 식단에 잘 적응하는 등 큰 혜택을 누린다. 하지만 오스트레일리아 밖에서 서식하는 코카투에게는 개체수가 더 늘어나지 않았기 때문에 이런 혜택은 오스트레일리아 안에서만 국한된 것으로 추정된다. 주로 숲에만 서식하는 코카투의 경우에는 서식지 파괴로 큰 피해를 입었으며 대체로 특수한 먹이만 먹는 등 식단이 한정되어 있어 외국에서 도래된 식단 적응에 성공하지 못한 것으로 보인다. 주목할 만한 예외로는 오스트레일리아 동부에 서식하는 노란꼬리검은유황앵무 정도이다.

### 유해조수
여러 코카투 종은 농업 부문에서 심각한 유해조수로 취급받는다. 인간이 총, 독, 포획 후 가스실 등을 통해 코카투에 대한 해충구제를 실시한다. 그 외에 사용되는 살해 외 구제 방법으로는 겁주기, 서식지 조작, 미끼 먹이 포획망, 주로 재배하는 작물에서 시선을 분산시키기 위한 미끼 작물 제공 등이 있다. 도시 지역에서는 코카투의 재산 손괴로 여러 골칫거리가 된다. 코카투는 야생에서는 나무를 씹으며 부리를 갈지만 도심 교외에서는 야외에 있는 가구, 문, 창틀 등을 씹으며 서부적삼목과 같은 부드러운 목재는 쉽게 사라진다. 또한 코카투는 태양열 온수기와 같은 노출된 외부 전선이나 고정장치, 텔레비전 안테나나 위성접시로도 씹어대는 모습을 볼 수 있다. 멜버른 중앙의 한 상가에서는 큰유황앵무가 판유리 창문을 고정시킬 때 사용하는 실리콘을 반복적으로 벗겨내는 모습도 보였다. 붉은관유황앵무나 붉은꼬리검은유황앵무는 농촌 지역의 전기선을 벗기거나 방수포를 씹기도 한다. 오스트레일리아 바깥에서는 인도네시아 얌데나섬에서 옥수수밭을 습격하는 등 타님바르코렐라가 유해조수 취급을 받는다.

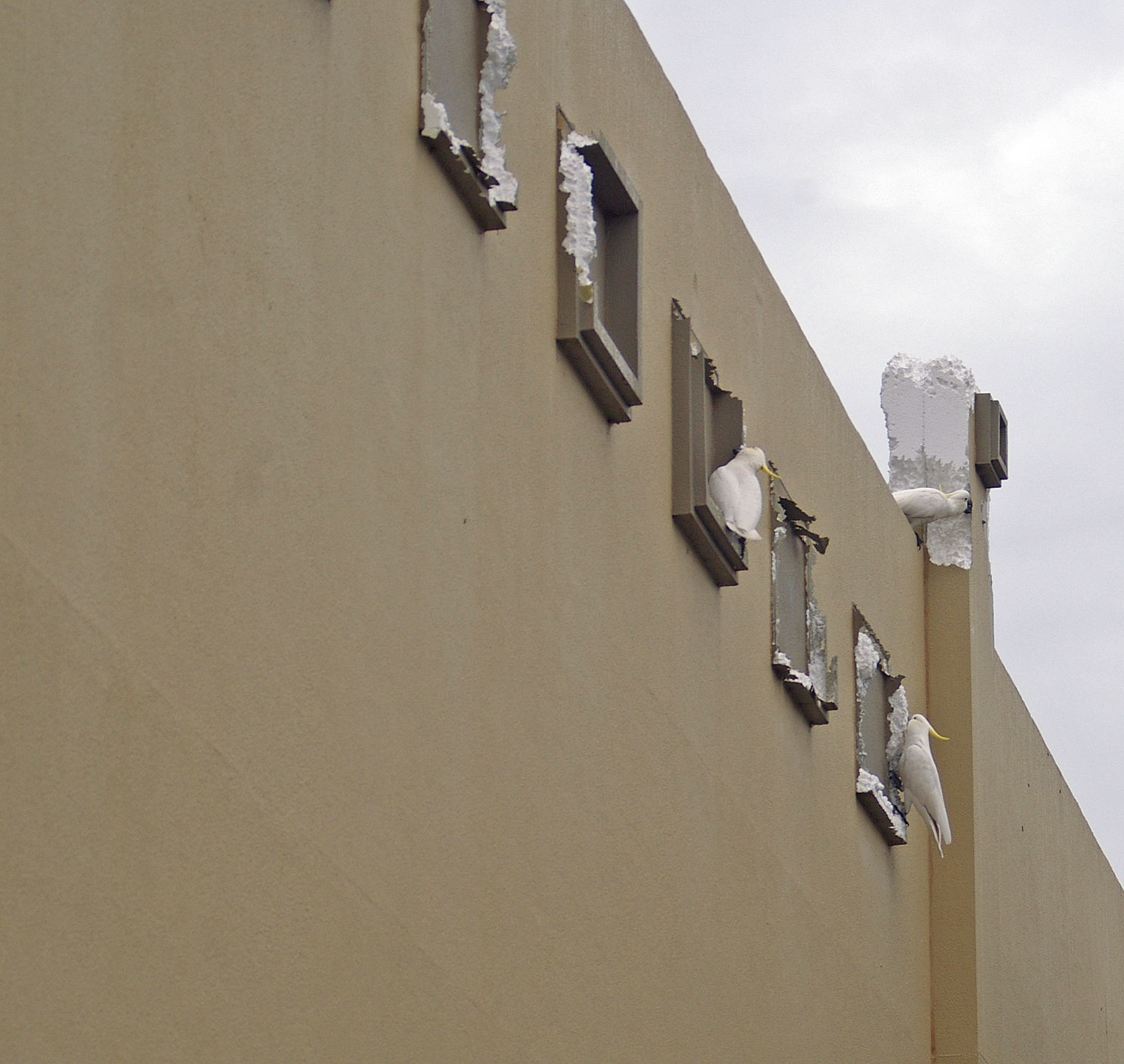
큰유황앵무가 폴리스티렌으로 된 스투르트 쇼핑 센터 외벽을 망가뜨리는 모습

1995년 빅토리아주 주정부는 인위적인 경관 변화의 혜택을 받아 작은대백앵무와 함께 개체수가 증가하고 있는 긴부리대백앵무, 큰유황앵무, 붉은관유황앵무 3개 종의 문제에 대한 보고서를 발표했다. 보고서의 조사 결과와 발표 이후 3개 코카투 종은 특정 조건 하에서 추밀원령에 따라 보호대상종에서 제외했으며 나무, 포도원, 과수원, 휴양지, 상업용 농작물에 심각한 피해가 발생한 경우 사살도 간으하게 바뀌었다. 보고서에서 다룬 피해로는 곡물 작물, 과수원의 과일 및 견과류, 일부 채소, 주택, 통신 장비 등등이 있었다. 작은대백앵무는 사육용으로 도입된 서오스트레일리아 지역에서 농업에서의 유해조수로 선언되었다. 작은대백앵무는 수수, 옥수수, 해바라기, 병아리콩과 같은 작물에 피해를 준다. 또한 공원과 정원의 화초를 고엽제 맞은 듯이 말려죽이며 운동장과 경주로의 식용 뿌리나 알줄기를 파해치며 전선과 가정용 설비를 씹어먹기도 한다. 수천 마리의 무리가 서식하는 오스트레일리아 남부에서는 코카투가 비보호종으로 지정되어 있으며 이들은 둥지로 사용하는 에우칼립투스 카말둘렌시스(Eucalyptus camaldulensis)나 기타 토종, 관상용 나무를 말라죽이고, 작물을 덮은 방수포를 손상시키거나 건물의 전선을 훼손하고 새로 파종한 밭에서 작물을 훔쳐가고 소음 공해을 일으킨다는 지적을 받고 있다.
몇몇 희귀종과 아종도 문제를 일으킨다고 기록되었다. 멸종 위기에 처한 웨스턴오스트레일리아주의 고유종인 야자잎검은유황앵무는 소나무 플렌테이션 농장에서 유해조수로 간주되어 자라나는 소나무의 잎순을 갉아먹어 줄기가 구부러지고 목재 가치가 떨어지는 피해를 입힌다. 또한 견과류와 과일 작물에도 피해를 끼치며 카놀라 작물을 훔치는 법을 배우기도 했다.. 역시 웨스턴오스트레일리아주의 고유종인 광택검은유황앵무는 사과와 배 과수원에서 유해조수 취급받으며 씨앗을 먹기 위해 과일을 파괴한다. 서부긴부리대백앵무의 승명아종인 뮤어대백앵무도 웨스턴오스트레일리아주에서 농업 부문 유해조수로 선언되었으며 반대로 오스트레일리아 국가적으로는 취약종 취급을 받으며 각 주법에 따라 "희귀하거나 멸종 위기에 놓여 있는 가능성이 있다"고 보고 있다.

### 현 상태와 보존

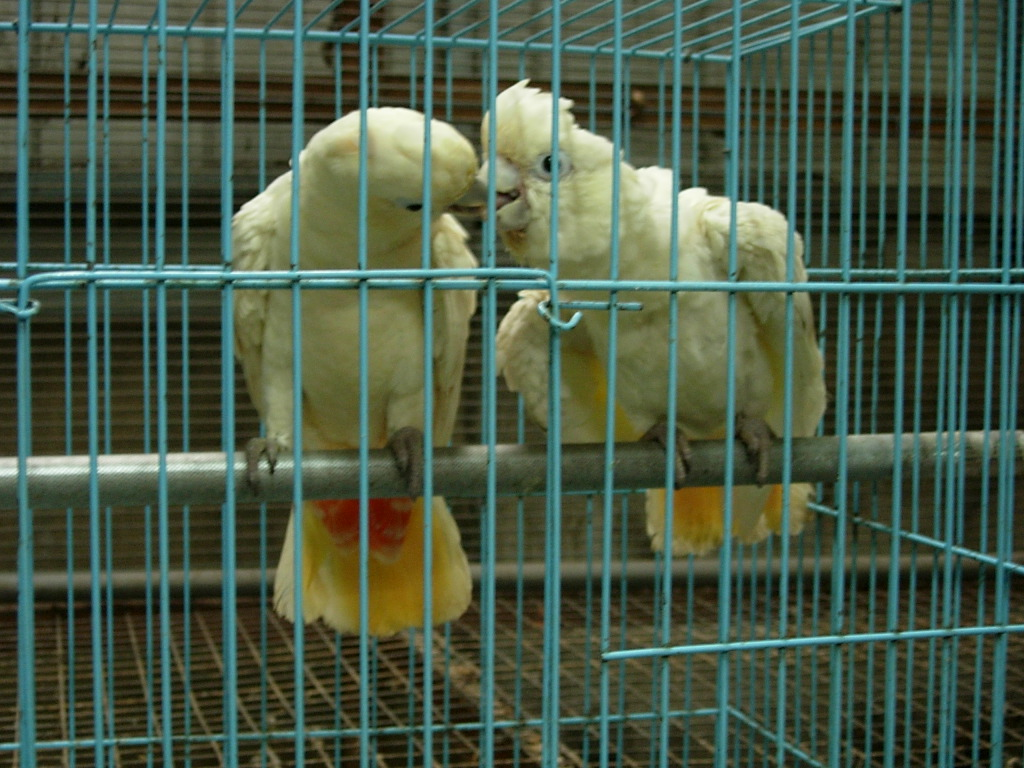
붉은항문대백앵무는 필리핀에 서식하는 절멸위급종이다.

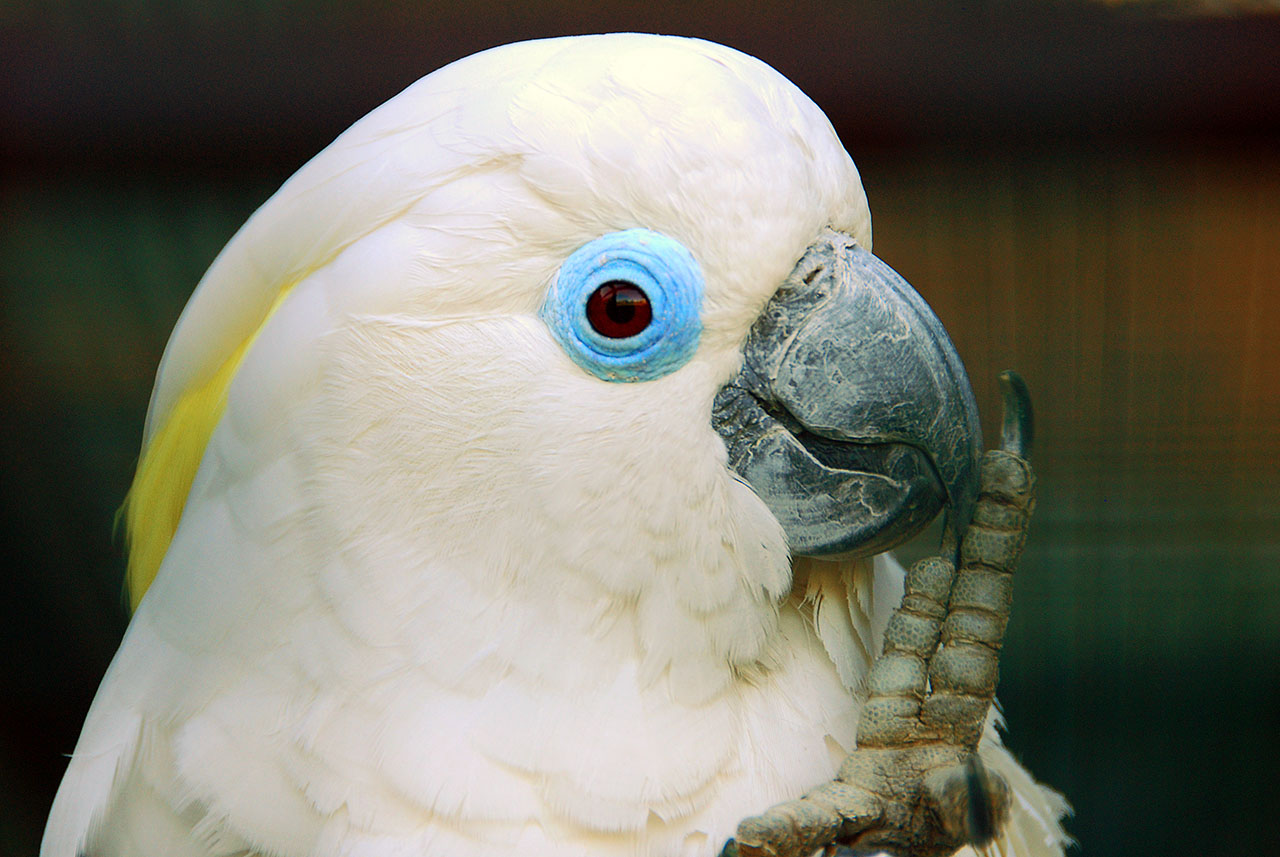
벽안앵무는 뉴브리튼에 사는 고유 취약종이다.

국제자연보전연맹(IUCN)과 버드라이프 인터내셔널은 코카투 중 7개 종이 취약종이나 그보다 위험한 상태이며, 1개 종은 절멸준위협종으로 간주된다. 이 중 붉은항문대백앵무와 유황앵무는 절멸위급종에 처해 있다.
코카투가 맞는 가장 큰 위협은 서식지 파괴와 야생동물 거래이다. 모든 코카투는 둥지를 틀기 위해 나무가 필수적이기 때문에 나무 벌목에 큰 위협을 받으며, 대부분의 종이 특별한 서식지에 살거나 작은 섬에 살며 자연 서식 범위가 좁기 때문에 서식지 파괴에 특히 더 위험하다. 애완용으로 인기가 많은 코카투는 불법 포획과 거래로 일부 종의 경우에는 그 개체군이 위협받고 있다. 1983년에서 1990년까지 인도네시아에서 수출된 규색관앵무는 총 66,654마리로 이는 국내 거래를 위해 포획되었거나 불법적으로 수출된 새의 수는 포함하지 않은 수치이다. 이후 많은 종의 포획이 불법화되었지만 여전히 음지에서 불법 거래가 이뤄지고 있다. 새들은 상자나 대나무 관에 넣어져 인도네시아나 필리핀에서 배를 통해 수출된다. 인도네시아에서 일어나는 희귀종의 밀수 외에도 오스트레일리아에 서식하는 보편종이나 희귀종 모두 밀수되는 경우가 있다. 이 때 코카투를 약물로 진정시킨 후 나일론 스타킹으로 덮고 PVC 관 안에 포장한 다음 국제선의 수화물에 넣어 밀수한다. 수출 과정에서 사망률이 30% 이상으로 높으며 밀수꾼이 몸에 숨기기가 더 쉬운 알의 경우에는 비행기를 통해 밀수하는 경우가 점점 더 많아지고 있다. 코카투의 밀매는 조직화된 갱단이 운영하고 있다고 추정되며 이들은 오스트레일리아 내 종을 다른 지역에서 넝어오는 금강앵무와 같은 종과 교환 거래를 하는 경우도 있다.
왕관앵무를 제외한 코카투의 모든 종은 특별 허가된 목적 이외에는 야생에서 잡은 개체의 수출입이나 거래를 원천 제한하는 멸종위기에 처한 야생동·식물의 국제거래에 관한 협약(CITES, 사이테스)으로 보호받고 있다. 이 중 타님바르대백앵무, 붉은항문대백앵무, 규색관앵무, 유황앵무, 야자잎검은유황앵무 5개 종(모든 아종 포함)은 CITES 부록 I 목록의 보호 대상이며, 왕관앵무를 제외한 나머지 모든 코카투 종은 CITES 부록 II 목록의 보호 대상이다.

### 사육

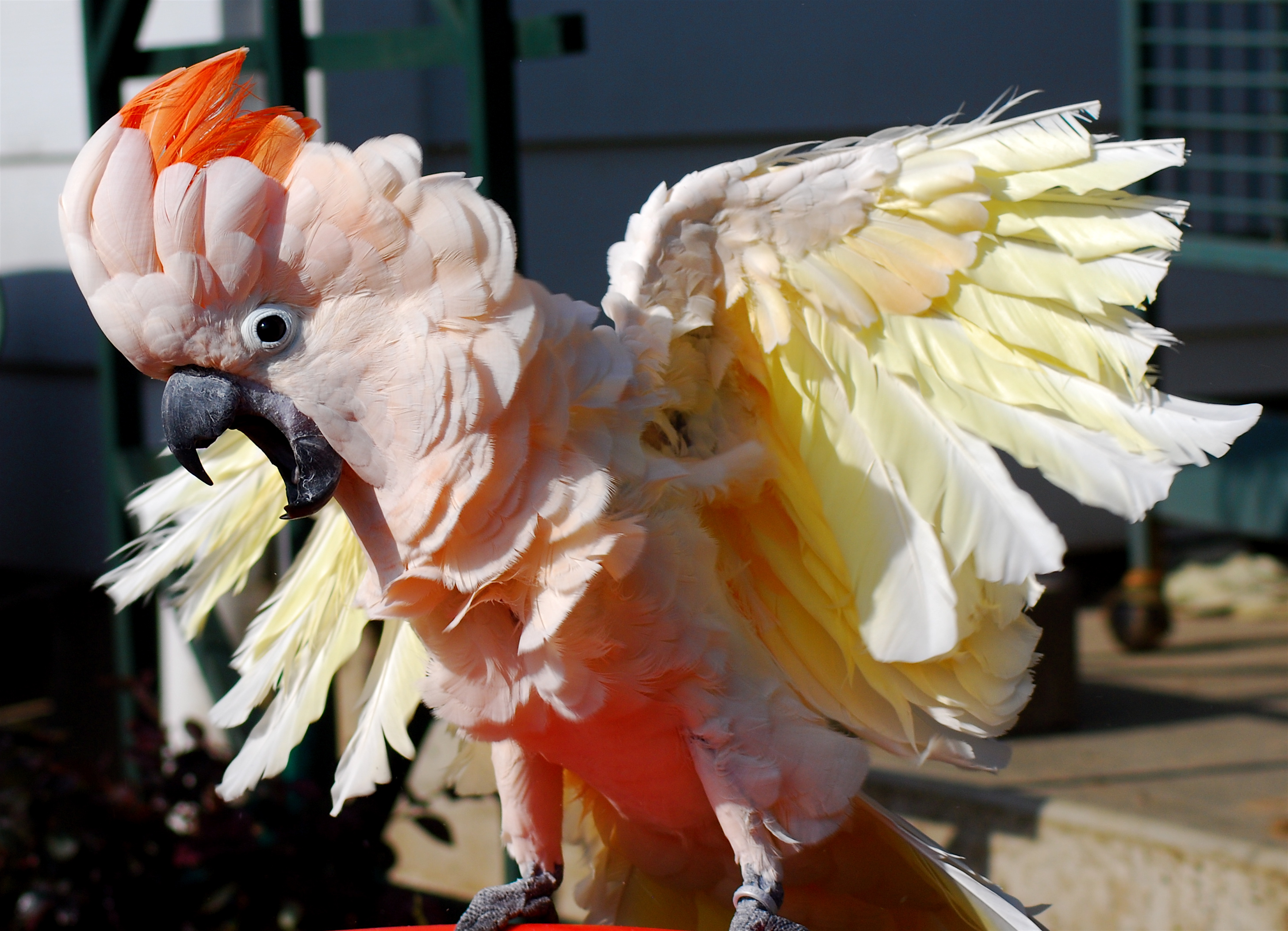
사육을 위해 날개 끝이 잘린 규색관앵무의 모습. 규색관앵무는 흰색 계열 코카투 중 가장 큰 종으로 키는 약 52 cm, 무게는 775~935 g이 나간다. 코카투는 시끄러우면서도 까다로운 동물에 속한다.

외모, 지능과 매력적인 성격으로 키우러는 사람들이 많긴 하지만, 코카투는 문제가 많은 반려동물이나 까다로운 반려앵무에 속한다. 코카투는 보통 인간의 말을 잘 모방하지 못하지만 작은대백앵무 계열은 인간의 말을 잘 따라하는 편에 속한다. 사회적 동물로서 야생 코카투는 무리에 합류한 사육되었던 새로부터 인간의 말을 배운다고 알려져 있다. 코카투는 앵무새를 길러봤던 경험이 풍부한 사람들이 잘 기를 수 있다. 코카투는 사회적 동물이라 사회적인 욕구를 사람이 충족시켜주기 어렵고, 오랫동안 혼자 새장에 갇혀 있으면 스트레스를 많이 받는다.
코카투 중에서는 왕관앵무가 제일 많이 길러진다. 2003~2004년 APPA의 설문 조사에 응답한 미국 내 조류 사육사 중 39%가 왕관앵무를 길렀으며 나머지 코카투 종을 기르는 사람은 단 3%에 불과했다. 나머지 종 중에서는 검은 코카투보다 흰 코카투를 기르는 비율이 더 높다. 검은 코카투는 오스트레일리아 내 야생 동물 수출입 제한 규정으로 인해 구미권의 동물원에서는 거의 볼 수 없으며 가끔 정부 차원에서 대여받아 사육하는 코카투가 있다.
코카투는 종종 주인과 다른 사람들에게 매우 애정이 많지만, 그와 함께 많은 관심도 요구한다. 인간의 신체적 관심에 대한 코카투의 욕구는 더 적합한 사육용 동물이 될 것이라는 믿음으로 새끼 새를 너무 일찍 부모의 보살핌에서 떨어뜨려 부모 대신 인간의 신체적 접촉을 찾도록 유도하는 최선이 아닌 양육방식에서 발생한다고 추정하고 있다. 또한 코카투의 강렬한 호기심 때문에 코카투가 끊임없이 만지고, 씹고, 분해하고, 파괴할 수 있는 물건을 꾸준히 주어야 한다. 포획된 코카투는 지루함을 느낄 수 있으며, 이는 깃털뽑기와 같은 상동증(정형행동)으로 이어질 수 있다. 깃털뽑기 행동은 신체적 원인보다는 심리적 원인인 경우가 더 많다. 그 외 다른 단점으로는 고통스럽게 물어버리는 행위나 날카로운 비명 소리를 내는 것 등이 있다. 특히 규색관앵무와 흰 코카투 종이 공격적이다. 모든 코카투에게는 깃털에 미세한 솜깃털 가루가 있어 특정 사람들에게는 알레르기를 유발할 수 있다. 보통 작은 코카투 종이 사육용으로 키우기가 더 쉽다. 특히 왕관앵무가 코카투 중 키우기 가장 쉽고 인기가 많은 종이며 수많은 색 돌연변이 왕관앵무가 사육용으로 키워지고 있다.

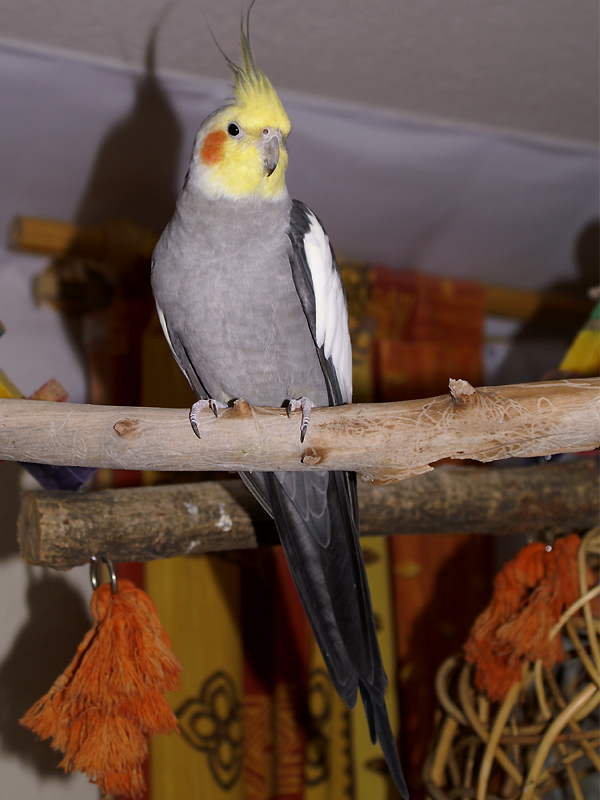
사육되는 왕관앵무의 모습. 왕관앵무는 키가 약 32 cm이며 가장 작고 가벼운 코카투이다.

큰 코타투는 종에 따라 30년에서 70년 정도, 때로는 더 오래도 살 수 있으며 왕관앵무는 평균 20년 산다. 반려동물로 키울 때 주인은 장기적으로 헌신하는 노력이 필요하다. 코카투는 장수하기 때문에 반려동물을 사별하는 사례가 적어 사육에 긍정적인 요소로 간주하기도 한다. 가장 장수한 사육 코카투는 1933년부터 2016년까지 83년을 산 미국 시카고 브룩필드 동물원의 쿠키라는 이름의 분홍 코카투이다. 샌디에이고 동물원에 살았던 킹 투트라는 이름의 규색관앵무는 69살을 살아 1990년에 죽었고 런던 동물원에 살았던 야자잎검은유황앵무는 56살을 살아 2000년에 죽었다. 하지만 민간에서의 일화적 보고에 따르면 이보다도 더 오래 산 코카투에 대한 증언도 있다. 시드니 톰 어글리 포인트의 '콧키 베넷'(Cocky Bennett)이라고 부르는 큰유황앵무는 100년 이상 살았다고 전해진다. 베넷은 깃털이 다 빠져 평생을 알몸으로 살았다. 오스트레일리아 동물원에서는 야자잎앵무가 80살에서 90살 넘게 살았으며, 1904년 오스트레일리아 중부 둥지에서 나온 작은대백앵무가 1970년대 후반에도 여전히 살아 있다는 기록도 있다. 2010년 2월에는 아서라는 이름의 흰관앵무는 90살 살았다는 주장이 나왔다. 아서는 필리핀 세부주 달라게테에서 여러 세대 동안 가족과 같이 살다가 세부시의 동물원으로 옮겨졌다.
때때로 훈련된 코카투의 동물원 조류 쇼도 볼 수 있다. 이 새들은 보통 다른 새보다 먹이에 대한 동기가 적다. 일부는 먹이보다는 쓰다듬이나 칭찬에 더 많이 반응하는 경우가 많다. 사육되는 코카투 중에서는 주인이 야외로 외출할 수 있도록 앵무새 벨트를 착용하는 법을 가르치는 경우도 있다. 요양원에서는 코카투를 종종 동물 매개 치료로 사용했다.
코카투는 종종 음악 소리에 큰 반응을 보이며 대중 음악에 맞춰 춤을 추는 영상도 인터넷 상에 크게 공유되기도 했다. 2008년 스노우볼이라는 이름의 엘레노라 코카투를 대상으로 한 연구에 따르면 스노우볼은 실제로 인간이 만든 음악을 인식하고 신체의 움직임을 비트에 맞춰 움직이는 비트 유도가 가능한 것으로 확인되었다.

### 문화

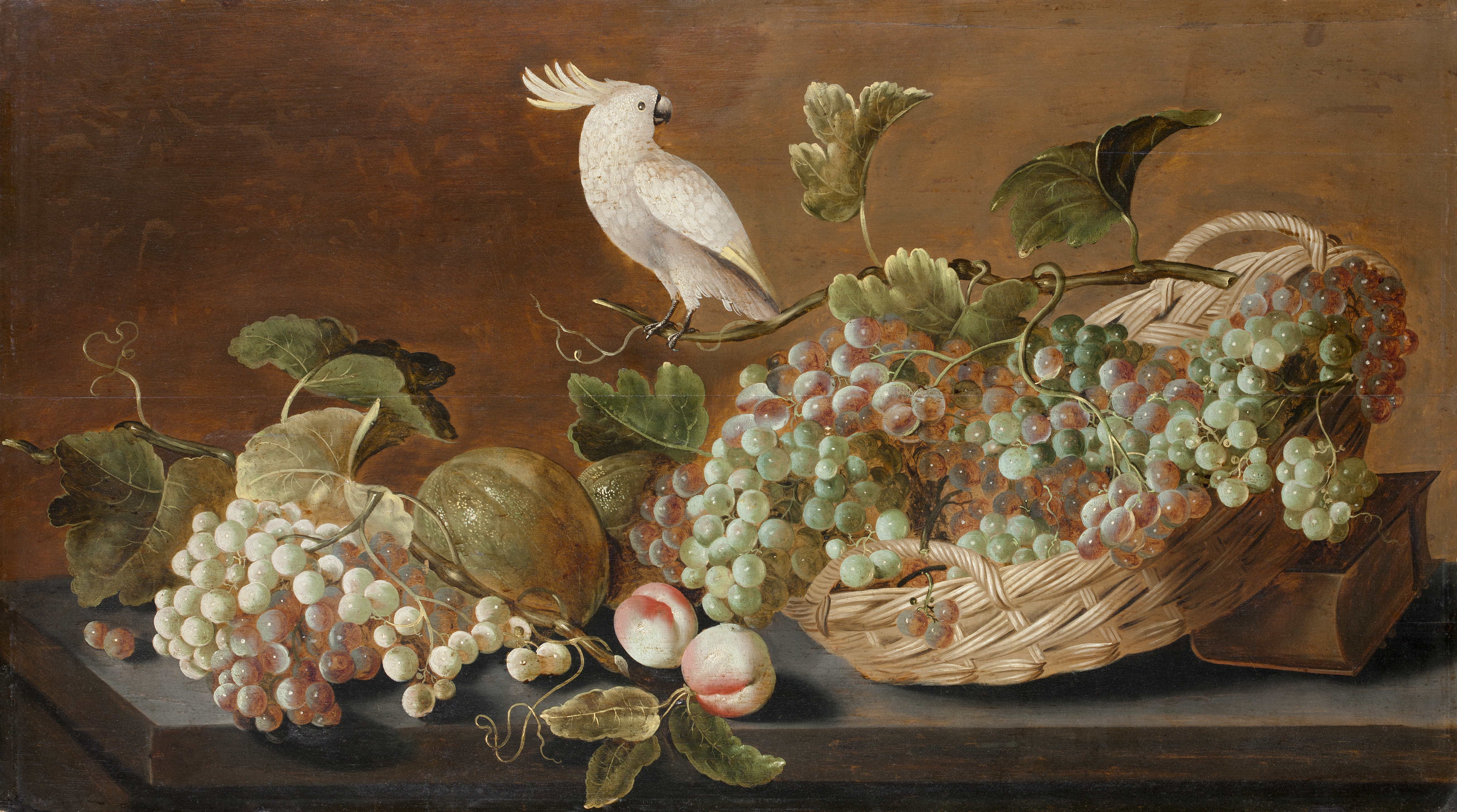
코카투가 있는 네덜란드 정물화, 1640년경 제작

유럽에서 코카투를 묘사한 최초의 문헌은 신성 로마 황제인 프리드리히 2세가 1240년대 저술한 매사냥 저서인 《데 아르테 베난디 쿰 아비부스》에서 처음으로 나왔다. 그 전까지 가장 처음으로 등장했다고 추정했던 문헌은 안드레아 만테냐의 1496년 회화인 《마돈나 델라 비토리아》였다. 이후 1683년부터 암스테르담에서 거주했다 잉글랜드로 이주한 헝가리 예술가 제이콥 보그더니(1660~1724)가, 네덜란드의 예술가 멜히오르 드혼데쿠터르(1636~1695)가 새를 그린 여러 작품에 코카투도 다수 나왔다. 코카투는 영국의 예술가 조지프 라이트의 그림인 《공기펌프 안의 새 실험》에서도 불운한 실험대상으로 등장한다. 20세기 초 오스트레일리아 특유의 건축 디자인인 연방 건축의 장식 모티프에서 등장한 수많은 오스트레일리아 토착 동식물과 함께 코카투도 많이 나타났다. 1958년 캠든타운의 애완동물 가게를 방문한 영국의 예술가 윌리엄 로버츠는 코카투에 대한 그림을 다수 그렸고 이 작품은 테이트 갤러리에 전시되어 있다. 미국의 예술가이자 조각가인 조셉 코넬은 자신의 작품에 종이로 재단한 코카투를 자주 올려놓기로 유명했다.
1997년 2월 27일에는 오스트레일리아 수도 준주 의회의 공식 동물 상징으로 갱갱관앵무를 지정했다. 단명한 저가 항공사인 임펄스항공은 회사 정복이나 항공기 등의 리버리(상징물)로 큰유황앵무를 채택했다. 세계 앵무새 신탁 단체는 상징물로 야자잎검은유황앵무를 사용한다.
1970년대 두 개의 경찰 드라마에서는 애완용 코카투를 기르는 주인공이 등장한다. 1973년 영화 《형사 서피코》에서는 알 파치노가 분한 주인공이 코카투를 애완동물로 기르며 텔레비전 쇼 《바레타》에서 로버트 블레이크가 분한 주인공은 트리톤 코카투를 기른다. 후자의 쇼는 1970년대 후반 구미권에서 애완동물로서 코카투의 인기를 높였다. 또한 코카투의 '건방진' 성격과 사람들의 인식을 이용해 다양한 광고에도 코카투가 등장했다.

### 지능
옥스퍼드 대학교, 빈 대학교, 막스 플랑크 협회의 과학팀은 훈련받지 않은 타님바르대백앵무 10마리를 대상으로 실험한 결과 복잡한 기계적 퍼즐을 풀 수 있다는 사실을 밝혀냈다.

## 참고 문헌
- Athan, Mattie Sue (1999). 《Guide to companion parrot behavior: with full-color photos and instructive line drawings》. Woodbury, N.Y.: Barron's Educational Series. ISBN 978-0-7641-0688-0.
- Cameron, Matt (2007). 《Cockatoos》. Collingwood, VIC, Australia: CSIRO Publishing. ISBN 978-0-643-09232-7.
- Christidis, Les; Boles, Walter (2008). 《Systematics and taxonomy of Australian birds》. Collingwood, VIC, Australia: CSIRO Pub. ISBN 978-0-643-06511-6.
- Forshaw, Joseph M. (2006). 《Parrots of the World; an Identification Guide》. Illustrated by Frank Knight. Princeton University Press. ISBN 978-0-691-09251-5.
- Forshaw, Joseph Michael; Cooper, William T. (1978). 《Parrots of the world》 2판. Melbourne: Lansdowne Editions. ISBN 978-0-7018-0690-3.
- Cayley, Neville William; Lendon, Alan H. (1973). 《Australian parrots: in field and aviary》. Sydney: Angus & Robertson. ISBN 978-0-207-12424-2.
- Low, Rosemary (1999). 《The loving care of pet parrots》. Saanichton, B.C.: Hancock House. ISBN 978-0-88839-439-2.